# 2025年澳門
|        | 澳門歷史 \| 澳門歷史年表                                                                                                   |
| 世紀： | 20世紀澳門 \| 21世紀澳門 \| 22世紀澳門                                                                                     |
| 年代： | 1990年代澳門 \| 2000年代澳門 \| 2010年代澳門 \| 2020年代澳門 \| 2030年代澳門 \| 2040年代澳門 \| 2050年代澳門               |
| 年份： | 2021年澳門 \| 2022年澳門 \| 2023年澳門 \| 2024年澳門 \| 2025年澳門 \| 2026年澳門 \| 2027年澳門 \| 2028年澳門 \| 2029年澳門 |
| 紀年： | 乙巳年（蛇年）、澳門開埠472周年、澳門回歸26周年                                                                            |

## 主要官員

### 行政
- 澳門行政長官：岑浩辉
- 澳門行政法務司司長：張永春
- 澳門經濟財政司司長：戴建業
- 澳門保安司司長：黃少澤
- 澳門社會文化司司長：柯岚
- 澳門運輸工務司司長：譚偉文

### 立法
- 澳門立法會主席：高開賢

### 司法
- 澳門終審法院首席法官：宋敏莉
- 澳門檢察長：陳子勁

## 大事時序

### 1月
- 1月1日
  - 澳門踏入2025年，全城均有慶祝活動，其中路氹連貫公路酒店區踏入2025年一刻有煙花匯演，西灣湖廣場及龍環葡韻均舉行跨年倒數晚會[1]。
  - 廣東省珠海市居民赴澳旅遊「一周一行」及橫琴粵澳深度合作區居民赴澳旅遊「一簽多行」政策正式實施[2]。
  - 治安警察局公佈全澳各口岸於2024年全年共錄得約2.1億人次出入境，較2023年增加17.5%，另較2019年增加10.3%。當中關閘共錄得1.1億人次出入境，其次是青茂、橫琴及港珠澳[3]。
- 1月2日
  - 行政長官岑浩輝到橫琴粵澳深度合作區考察調研，深入瞭解深合區建設最新情況。期間除了到訪“澳門新街坊”和粵澳合作中醫藥科技產業園等，還與深合區執委會成員及屬下機構領導舉行座談會，勉勵工作團隊履行使命做好工作，既要腳踏實地亦要大刀闊斧推進改革，大膽嘗試政策創新，以加速深合區建設，加大推動澳門經濟適度多元發展[4]。
  - 治安警察局公佈2024年11月共檢控交通違規有48,355宗，按月減兩成，當中總罰金已超過全年及2023年，而的士違規按月多一倍[5]。
  - 澳門文化局回應2024旅遊塔除夕倒數沒煙花之原因，是考慮到2023年煙火效果未達預期，故未有於2024年澳門除夕倒數演唱會安排煙火效果[6]。
- 1月3日
  - 連鎖大型超市「來來超級市場」被揭發遭鼠患入侵，其中有人拍攝到被上載至網上社交平台，指在石排灣分店內的鮮活食品貨架上，一隻老鼠撕咬開一新鮮河粉包裝，進食得津津有味、旁若無人。市政署隨後出手介入，排查後發現對方在俾利喇街富華廣場、氹仔百利寶花園及路環石排灣分店有老鼠出沒蹤跡等問題情況，勒令即時停業整頓清潔，銷毀場內所有鮮活食品。署方還表示會加強巡查市面各大小型超市[7]。
  - 來來超級市場有分店被揭出現鼠患後，三間分店已被市政署勒令停業整頓。集團就事件發聲明向顧客致歉，表示所有分店將同步展開清潔消毒工作，承諾進一步優化管理流程及環境衛生，確保類似事件不再發生[8]。
  - 衛生局預計澳門將進入流感高峰高峰期，自2024年12月下旬起，流感樣病例就診人次開始上升，尤以成人病例較明顯。其中，2024年第52周成人急診流感樣病例就診人次佔總就診人次比率，每百人次就診病例中，流感樣病例佔5.2人次；兒童為15.6人次，較第51周有明顯升幅（成人上升39%，兒童上升23.1%）[9]。
  - 澳門輕軌股份有限公司公佈2024年12月日均載客量為2.31萬人次，較2024年11月增加36%，更創下2020年2月正式收費後的最高載客量[10]。
- 1月4日
  - 黑沙環馬場北大馬路沿岸出現臭味，環境保護局回覆議員書面質詢時表示，最新情況或涉及有新近雨污渠道錯接，已協調相關部門處理。並建議對新發現有污水流出的雨水排放口截污[11]。
  - 因應春節將至，交通事務局協調兩間巴士公司於逢周未指定時段營運三條時節性路線分別往返澳門半島市中心至路氹連貫公路或關閘，有團體及居民冀能延長服務時間及舒緩節假日搭車難的問題[12][13]。
- 1月5日
  - 有居民在網上反映疑遭房屋局大樓重建工程地盤碎石跌落擊中，公共建設局即日傍晚發文表關注並跟進，已勒令暫停涉事項目外牆棚架的清理工作。倘調查證實為承建商疏忽所致，會開展處罰程序[14]。
  - 繼來來超級市場有分店發現鼠患後，市政署在澳門半島田畔街食肆”孫尚香”發現鼠患，已即時勒令涉事商戶停業整頓，銷毀場內所有鮮活食品，並要求網上外賣平台將涉事商戶下架[15]。
- 1月6日
  - 近期其他地區的航空安全事故頻生，引發民眾關注，民航局表示對於會密切留意相關事故調查進展，搜集和分析安全數據，持續保障澳門的航空安全；機場野生動物委員會定期召開會議，評估機場內部鳥類撞擊的風險，並檢視機場專營公司執行管理措施的有效性[16]。
  - 1月3日一架由越南芽莊金蘭國際機場飛往澳門國際機場的越捷航空客機起飛後因機艙尾部冒煙緊急折返。民航局回應指航空公司隨後調度另一架航機運載乘客並安全起飛及降落[17]。
  - 政府跨部門關注到近期黑沙環馬場北大馬路及政府長者公寓一帶的臭味問題，各相關部門已積極協調和調查，並會採取必要應對措施，以冀盡快處理及改善問題，經查明其中一個原因為P地段暫住房項目（政府長者公寓一帶）因進行渠道清洗工程而致使渠道臭味溢出[18]。
  - 交通事務局表示新一批八年期普通的士（黑的）已陸續投入運作，預計2025年1月將增至1,800輛[19]。
- 1月7日
  - “大潭山隧道及其連接線設計連建造工程 - 隧道及南連接線”進行第二階段公開開標，5間獲邀的競投者全部遞交了標書並獲接納，造價介乎7億9千多萬澳門元至11億1千多萬澳門元，工期為1048工作天至1049工作天，預計2025年第三季動工[20]。
  - 衛生局接獲通報2例流感重症報告，分夠為38歲女性及57歲男性，均被入住深切治療部留醫，病情危重。另接獲2宗流感樣疾病群集性感染報告，分別是聖德蘭學校小學及石排灣公立學校共12名學生感染[21]。
  - 社會工作局表示，第一批共520多人入住政府長者公寓的安排已經完成，但有10戶反映臭味問題，當中3戶要求退住[22]。
  - 行政長官岑浩輝致函中共西藏自治區黨委書記王君正及西藏自治區人民政府代理主席嘎瑪澤登，對西藏日喀則市定日縣發生6.8級地震，造成重大人員傷亡和大量房屋倒塌表示深切的慰問[23]。
  - 澳門律師公會理事會主席黃顯輝證實，已經按照司法機關的批示，已暫停何金明其律師註冊。何金明被控參與黑社會罪及貪污罪，與涉案的前檢察長何超明、助理檢察長江志建立秘密聯繫[24]。
  - 離島社諮委舉行會議，多名委員議程前發言關注澳門戶外表演區預熱音樂會情況，均建議改善交通配套，加快疏導散場人流，以應付規模更大、人更多的演出活動[25]。
- 1月8日
  - 澳門司警某中學報案指發現有穿上該校校服的學生從事走水貨活動。經調查，司警聯同海關採取行動，搗破北區一個水客散貨點，撿獲市值近千七萬的電子產品，以及搜獲一批多間中學的校服。行動中截獲三名走水貨輟學青少年，相信該散貨點專門僱用輟學青少年，並提供校服給他們假扮學生身分走水貨[26]。
  - 市政署舉行花地瑪堂區社區座談會，當中透露位於慕拉士社屋望信樓第二和第三座的慕拉士政府綜合服務中心於同年第三季完成裝修，另於三盞燈開設全新24小時自助服務中心[27]。至於三間來來超級市場分店因鼠患問題而遭勒令停業整頓後已於8日重開，市政署管委會主席周偉迎回應表示，該超市三間分店均已通過其複查複檢可重開，而食肆孫尚香則仍在清潔整頓中、未複檢[28]。
  - 有市民反映於7日凌晨短短五分鐘內被Mpay扣巴士錢逾70次，據MPay解釋是系統升級後補扣2021年所欠巴士錢；不過之後又致歉並承諾退回200多元扣款且贈送「特別澳門通」。澳門金融管理局表示，已要求支付機構妥善處理車資補扣[29]。
- 1月9日
  - 全國港澳研究會上午在北京舉行“學習貫徹習近平主席在慶祝澳門回歸祖國25周年大會暨澳門特別行政區第六屆政府就職典禮上重要講話精神”專題研討會，其中澳門設分會場，多名第六屆政府官員包括行政長官、澳區全國委員、立法會議員等列席澳門分會場，聆聽中共中央港澳工作辦公室、國務院港澳事務辦公室主任夏寶龍在會上發表的講話[30]。
  - 2025年粵澳合作聯席會議在廣東省廣州市舉行，粵澳兩地官員列席會議，雙方總結肯定在粵澳兩地政府共同努力下，橫琴粵澳深度合作區的建設取得重要階段性成果，粵港澳大灣區各項建設工作紥實推進，兩地攜手推動粵澳合作邁向更高水平、更深層次、更多領域的新階段[31]。
  - 北區社區服務諮詢委員會平常會議議程前發言中，多名委員關注行人過路設施，有委員建議增設斜行斑馬線及完善智慧交通燈。交通事務局代表透露將在北區增設四個斜行斑馬線[32]。
- 1月10日
  - 廣東省汕尾市以南海域下午2時40分發生強度為4.2級地震，地球物理氣象局表示震央位於澳門東南偏東約242公里並錄得該次地震[33]。
  - 澳門旅遊局局長文綺華表示，自珠海實施赴澳遊「一周一行」 橫琴實施「一簽多行」後，訪澳旅客量在周末相當不俗，周五至周日單日訪澳旅客達十萬人次或以上[34]。
  - 政府決定下兩場在澳門戶外表演區舉行的音樂會可於該年3月及5月舉行，前者的觀眾大約二萬，後者待定[35]。
  - 在中華人民共和國海關總署的支持下，市政署與拱北海關進一步加強食品及動植物產品檢驗檢疫合作，1月9日，澳門市政署市政管理委員會主席周偉迎與拱北海關關長詹少彤在廣州召開的粵澳合作聯席會議上簽署《關於開展進口國外水果檢驗檢疫監管合作備忘錄》[36]。
- 1月11日
  - 交通事務局於2024年巡查六百多條公共街道，移走“殭屍車”逾一千四百輛，移走居民註銷機動車逾二千二百輛，合共移走車輛超過四千輛[37]。
  - 受強冷空氣影響，地球物理氣象局上午於大潭山錄得9.7度低溫，料寒冷持續數天[38]。
- 1月12日
  - 警察總局持續開展“冬防行動2025”，於1月11日至12日的行動中，共截查了138人（79男59女），沒有發現違法違規行為。查車行動方面，共截查28輛車輛，合共檢控10宗違例[39]。
  - 澳門大學舉行開放日，校長宋永華致辭時表示，澳門大學橫琴粵澳深度合作區校區預計2028年投入使用，將設立醫學院、信息學院、設計學院、工學院及高等研究院，預計可容納一萬名學生[40]。
- 1月13日
  - 澳門特別行政區第六屆政府行政長官及主要官員會見多個本地社團代表或開始拜訪各社團，就編制各範疇2025年度施政報告及方針聽取意見[41][42][43]。
  - 屬國家二級重點保護野生動物已在澳門絕跡逾十年的歐亞水獺再現蹤影，有生態愛好者在過去四個月於澳門沿岸發現歐亞水獺的糞便樣本和腳印記錄[44]。
  - 粵通船務宣佈往來氹仔客運碼頭至中山客運口岸的海上客運航線將於1月15日開辦，每日提供兩個來回航班[45]。
- 1月14日
  - 社會文化司跨部門舉行應對流感高峰新聞發布會。衛生局局長羅奕龍表示澳門已經進入流感高峰期，希望每個居民做好個人及環境的衛生措施，令到疫情對社會的影響降到最低。他也表示，急診、病位等均能完全滿足流感高峰期的需求。衛生局疾病預防及控制中心主任梁亦好指出，澳門已採購十九萬八千劑疫苗，存貨足夠[46]。
  - 特首岑浩輝宴請澳門本地中文傳媒，表示希望本地中文傳媒進一步發揮公信力、傳播力和影響力，透過不同的傳播方式和渠道，進一步向世界展現澳門“一國兩制”成功實踐取得的重大成果，向世界講好中國故事、澳門故事，在國際上廣泛傳遞“一國兩制”所蘊含的“和平、包容、開放、共享”的價值理念，積極貢獻“澳門經驗”和“中國智慧”，讓更多人清晰看到“一國兩制”行得通、辦得到，可以造福人類[47]。
  - 1月13日，一名俄國籍男子涉嫌偷運毒品進入澳門以轉運外地被澳門司警拘捕，案件移送檢察院偵辦並命令對嫌犯採取羈押的強制措施[48]。
- 1月15日
  - 澳門司警破獲“猜猜我是誰”電話詐騙集團，拘捕五男二女本地居民及中國大陸居民，其中三男一女為家庭成員。最少十六名本地男女受騙，損失合共四十九萬六千元。司警發現詐騙集團轉變利用MPay卡接收騙款，再利用成員的代收店作虛假交易或購買金飾套現達至清洗黑錢。司警繼續追查騙款及其他成員下落[49]。
  - 中華人民共和國藝術基金（一般項目）2025年度資助項目名單於2024年12月13日公佈，10個來自澳門特區的藝術機構、大專院校、企業、藝術工作者的申報項目入選，是次為本澳藝文項目第4次成功入選[50]。
- 1月16日
  - 澳門中聯辦舉行新春酒會，主任鄭新聰以習近平總書記視察澳門重要講話精神，對澳新一年提四方面要著力，包括推動高質量發展、實現高效能治理、作高價值貢獻，以及維護高水平安全[51]。行政長官岑浩輝出席並致辭，指政府將盡心竭力辦好民生實事，兜住兜牢民生底線，並確保發展成果更好惠及全澳市民[52]。
  - 澳門社會保障基金表示，2024年度非強制性中央公積金制度政府管理子帳戶的利息收益已入帳，年利率為4.4337%[53]。
  - 中華人民共和國商務部率考察團來澳開展農副產品供澳調研工作，並實地考察澳門批發市場及沙梨頭街市，了解農副産品供應情況，保障節日期間對澳門農副產品穩定供應和質量安全[54]。
- 1月17日
  - 受行政長官委託，行政法務司司長、橫琴粵澳深度合作區管委會常務副主任張永春率團前往北京，重點圍繞落實習近平總書記視察澳門、考察橫琴重要講話精神，加快橫琴粵澳深度合作區進一步發展尋求中央相關部委的支持，聽取指導意見[55]。
  - 農曆蛇年將推出花車巡遊等三項賀歲活動，總預算約3,480萬元，較2024年增加3%；其中花車巡遊於年初三及正月十一舉行，大年初一舉行金龍巡遊和三天舉行三場煙花匯演[56]。
- 1月18日
  - 澳門特別行政區政府於COVID-19疫情期間共三輪《僱員、自由職業者及商號經營者援助款項計劃》，財政局回覆澳門立法會議員書面質詢時稱，截至2024年第三季被該局要求返還援助款項的商號經營者，三個年度合計有1,571名涉及返還金額約1.82億元，僅佔商號經營者援助款項總額1.8%[57]。
  - 保安司回覆澳門立法會議員關於優化通關查驗系統及提高效率的書面質詢時表示，除兩地一檢口岸因涉及中國大陸法律和政策問題外，已完成增設71條“虹膜自助通道”，各口岸累計共有81條“虹膜自助通道”，已有超過27萬澳門居民登記[58]。
  - 澳門立法會舉行開放日共吸引2,649人參觀[59]。
  - 受“演唱會效應”和便利通關政策影響，全日超過80萬人次出入境澳門，當中入境旅客約16.9萬人次[60]。
- 1月19日
  - 行政長官岑浩輝與高、中級公務人員舉行了七場“貫徹落實習近平系列講話精神 強化權責擔當大局作為意識”座談會。五司兩署各廳級共逾五百人出席[61]。
  - 澳門衛生局聯同多個社團、醫療機構及醫護團體共同舉辦的“社區預防流感諮詢站”活動，於周未於全澳各民生區設置了15個諮詢站，方便居民就近參與[62]。
- 1月20日
  - 祐漢看台街與中心街交界於當天下午發生嚴重交通意外，一名19歲男中學生橫過斑馬線時被一輛行走AP1路線的新福利巴士撞到，男學生右大腿被巴士左前轆壓着，傷勢嚴重，右大腿開放性骨折及右腳掌裂傷，清醒情度下降，被消防救出後送院搶救。涉事車長為60歲男性司機，被治安警控告涉嫌人行橫道沒有讓先，同時被巴士公司安排暫停駕駛職務並配合調查[63]。
  - 澳門特別行政區政府再與中央廣播電視總台簽署《深化戰略合作框架協議》。另外，綠邨電台經營的電台調頻（FM）頻道廣播服務的有關牌照獲續期多五年至2030年1月[64]。
- 1月21日
  - 由經濟及科技發展局聯同澳門中華總商會共同主辦的「全城消費大獎賞」大型促消費活動進行終極大抽獎，並公佈活動期間共核銷的電子優惠金額約2.27億元，聯動全澳消費逾11億元[65]。對於新春期間會否再推促消費活動備受關注，經科局局長邱潤華回應稱，正持續收集對活動的意見和評估，而當下應先觀察研判新「一周一行」和「一簽多行」政策效果[66]。
  - 統計暨普查局資料顯示，2024年全年入境旅客共34928650人次，按年上升23.8%。不過夜旅客（18884882人次）及留宿旅客（16043768人次）按年分別增加35%及12.8%。受不過夜旅客佔比按年上升所影響，2024年全年旅客平均逗留時間（1.2日）按年縮短0.1日，留宿旅客的平均逗留時間則維持在2.3日[67]。
  - 政府跨部門與社團合作於農曆春節年初一至初七期間於氹仔舊城區設置臨時行人專用區，同時推出新春市集，提高吸引力，另預計日均人流達三萬人次，並增設專用接駁車在舊城區內指定地點接載行動不便的居民往來臨時巴士站[68]。
  - 在澳門金融管理局和香港金融管理局的支持下，澳門中央證券託管結算一人有限公司（MCSD）與迅清結算有限公司（迅清結算）舉行聯網啟動儀式[69]。
  - 澳門司警發布《2024年刑事立案、執法工作及社區警務工作簡況》及相關附件，當中開立各類案卷合共14049宗，較2023年增加13.4%，較2019年減少9.9%；其中刑事專案調查及檢舉共7762宗，較2023年增加14.1%，較2019年增加22.2%。2024年全年完成案件12856宗，按年增加22.7%；將3323人移送司法機關處理，按年增加32.1%[70]。
  - 祐漢中心街於1月20日發生公共巴士於斑馬線前撞途人意外，政府跨部門聯同北區多所學校代表緊急召開交通安全會議，共同檢視各校周邊現時的交通情況及探討改善方案[71]。
- 1月22日
  - 東望洋斜巷近華士古達嘉馬花園發生交通意外，一輛私家車落斜突失控，猛撞向左邊鐵欄，車頭損毀。六十歲男司機沒有表面傷痕但昏迷車內，消防救護員接報到場發現其沒有呼吸心跳，立即送往醫院搶救。意外原因疑司機病發所致，真正原因有待調查[72]。
  - 治安警察局公佈2024全年違反道路交通法或規章的個案逾70萬宗，按年增不足1%，而涉及的罰款總金額為近1.9億元，按年增9%[73]。全年錄得交通意外總數達15,510宗，較2023年增近2,000宗，全年通意外死亡事故有五宗、涉及五人[74]。
- 1月23日
  - 運輸工務司官員率團前往北京市，就城市建設、可持續發展、區域合作等議題，拜訪中央相關部委進行交流並聽取指導意見。中共中央港澳工作辦公室、國務院港澳事務辦公室主任夏寶龍會見隨團人員一行[75]。
  - 三個社區服務諮詢委員會進入新一會期，任期兩年，近半成員換上新面孔[76]。
- 1月24日
  - 近日接連有巴士在斑馬線無讓先撞到行人事故，其中一輛行走22路線的澳巴於22日被拍到驚險一幕，兩名男子結伴沿斑馬線橫過馬路，當橫越超過半條馬路時，一輛巴士駛至，司機卻沒有停車讓行人，而是「掂行掂過」，幸好兩男子察覺到危險，及時後退，最終其中一名男子被巴士右邊車頭碰倒左邊身體，總算不幸中之大幸，涉事司機最終被檢控及停職處理[77]。
  - 社會文化司率團訪京拜訪拜訪中央相關部委及有關機構並進行工作交流，聽取指導意見，並會見中共中央港澳工作辦公室、國務院港澳事務辦公室主任夏寶龍[78]。
  - 筷子基北灣泵站箱涵渠建造工程其中組成部分的俾若翰街沿岸海濱休憩區正式對外開放，另位於船澳街與俾若翰街及海灣南街交界兩組交通燈同日投入運作[79]。
  - 統計暨普查局公佈2024全年總體失業率為1.8%，本地居民失業率為2.4%，較2023年分別下跌0.9及1.0個百分點；總體就業人口月工作收入中位數為18000元（澳門元，下同），本地就業居民為20500元，按年均增加500元[80]。
- 1月25日：教育及青年發展局表示，1月20日在中心街發生的交通意外，19歲男學生仍留醫情況穩定，由於學生是高三級，學校會在考試、升學等為該生提供特別幫助，如開展補課、補考等，教師額外輔助學生，以適應學習生活[81]。
- 1月26日
  - 澳門旅遊局預計新春期間日均旅客達18.5萬人次，而酒店入住率則可超過九成，至於過去7天日均旅客量錄得超過10萬人次[82]。
  - 受強冷空氣影響，澳門氣溫下降至9度，地球物理氣象局已發出黃色低溫提示，社會工作局轄下避寒中心已開放[83]。
  - 新城A區東側的澳門橋大馬路部分行車線開通，停用鏡海大馬路[84]。
  - 橫琴口岸即日起在出境旅檢大廳安檢區域（橫琴往澳門方向）設置專用通道，為澳門居民、多次往返旅客以及六十歲以上老人、三歲以下幼童、孕婦和其他行動不便旅客提供便利通關安排[85]。
  - 治安警察局公佈當天訪澳旅客近13.6萬人次，關閘為最多人通關的出入境口岸，發財巴站排起長龍達一小時[86]。
- 1月27日
  - 行政長官岑浩輝與土生葡人社群代表聚會。他致辭時表示，特區政府向來重視及支持土生葡人社群在澳門特區從事的教育、社會服務、文化活動、餐飲、法律等各項事業，並將一如既往助力土生葡人社群的各項事業踏上新台階。澳門要發揮中國與葡語國家經貿合作服務平台的作用，離不開土生葡人社群的支持和參與[87]。同日早上應邀參觀保利美高梅博物館，瞭解綜合度假休閒企業發展非博彩元素項目的情況[88]。
  - 位於筷子基的澳門房屋局新大樓工程竣工[89]。
  - 一名六旬中國大陸女子在交通繁忙的新馬路胡亂橫過馬路，被駛經的一輛開往路環方向的澳巴21A路線巴士撞倒，腰部受傷送往山頂醫院治理。警方事後以《道路交通法》相關規定檢控該名婦人和隨行人士[90]。
  - 春節將至，警方公佈大三巴牌坊、官也街一帶及部分珠澳口岸實施人潮管制措施之安排[91]。因應春節期間舉辦多項大型節慶活動，預計市面人流及訪澳旅客將有所增加，警方持續開展“冬防行動2025”巡查[92]。
- 1月28日
  - 行政長官岑浩輝伉儷前往塔石廣場參觀澳門農曆春節年宵市場，逗留接近半小時，所到的攤位都會購物，每次選購時都會問問夫人意向[93]。又到澳氹兩個炮竹燃放區，燃放「長紅」炮仗及一飛沖天的火箭，他祝願全澳市民新一年順順利利[94]。
  - 行政長官岑浩輝發表乙巳蛇年新春賀辭[95]。
- 1月29日
  - 大年初一上午，澳門舉行大金龍巡遊，由大三巴牌坊出發經過澳門歷史城區多個地點，最後到達媽閣廟[96]。
  - 特首岑浩輝先後巡視仁伯爵綜合醫院、關閘口岸及部分保安範疇設施，了解農曆新年期間的醫院服務、通關情況和警務運作等，並藉此為節假日期間當值的前線人員打氣，在大年初一送上新春祝福[97]。另向澳門電台中文頻道晨間時事節目向居民拜年，表示第六屆政府在開局之年要有新舉措、新作為，為居民創造美好的生活是施政的最大追求。特區政府會堅持以人為本，切實解決社保、醫療、養老、交通等民生問題[98]。
  - 踏入乙巳蛇年，澳門兩間醫院相繼迎來了首名嬰兒，分別是一名男嬰及一名女嬰，凑成一個“好”字，為蛇年增添吉祥及喜悅[99]。
  - 根據治安警察局資料，大年初一共49.1多萬人次出入境，當中入境旅客達13.2萬人次，發財巴站和巴士總站均出現人龍[100]。
- 1月30日
  - 大年初二根據警方資料錄得17萬旅客入境澳門，多區景點幾乎“逼爆”，中區一帶人頭湧湧，針插難入，警方兩度實施大三巴街單向人潮管制措施共兩句半鐘，整體秩序良好[101]。
  - 新口岸馬六甲街發生澳巴巴士碰撞女童意外，一名七歲中國大陸籍女童懷疑衝出馬路被撞，其腳部受傷在母親陪同下送院搶救。警員向巴士司機了解事發經過，意外初步排除醉駕。確切起因待查[102]。同日氹仔及路氹城發生兩宗汽車失控翻側交通事故，其中一名肇事女司機涉嫌醉駕，兩宗事故起因有待調查[103]。
- 1月31日
  - 首場澳門農曆新年花車巡遊匯演上演，疊加首場澳門農曆新年煙花表演璀璨綻放，吸引眾多居民和旅客駐足觀賞[104]。
  - 大年初三“赤口”，傳統習俗不宜拜年，吸引不少居民前往各區廟宇參拜祈福[105]。
  - 大年初三全日近71.2萬人次出入境，入境旅客約22萬人次，期間大三巴牌坊一帶實施人潮管制措施[106]。

### 2月
- 2月1日
  - 行政長官岑浩輝先後走訪澳門半島舊城區，並視察氹仔舊城區的臨時行人專用區，實地了解節日期間商戶營運及市面情況，期間不時與途人、店主和店員互致新春祝福。岑浩輝表示，特區政府將在廣納意見及充分掌握實況的基礎上，致力做好發展經濟與改善民生的各項工作，持續優化營商環境，讓更多居民和企業分享到經濟發展成果[107]。
  - 正月初四繼續有大批旅客入境澳門，根據資料錄得73.7萬人次出入境，入境旅客近21.9萬人次，大三巴牌坊、關閘繼續實施人潮管制措施[108]。
- 2月2日
  - 農曆正月初五仍有大批中國大陸旅客訪澳，截至當天21時各口岸出入境總人次超過60萬，入境旅客超過18.4萬人次，大三巴牌坊一帶繼續實施人潮管制措施[109]。
  - 澳氹兩個爆竹煙花燃放區結束開放，檔主都趁最後一日減價促銷，大批市民亦於最一日前往燃放，盡興一番。入夜後，燃放區內人氣旺盛，煙花爆竹響不停，好不熱鬧[110]。
  - 一架私家車在姑娘街與雅廉訪交界失控高速撞向泊於路旁的四輛私家車，兩部私家車車頭嚴重損毁。其中肇事私家車男司機一度昏迷，車上一名女乘客亦受傷送院。事故原因有待警方進一步調查[111]。
- 2月3日
  - 東北大馬路空中走廊工程將於2月5日正式動工[112]。
  - 公共建設局表示，內港南雨水泵房和下水道工程已經完成86%，預計將在2025年6月完成全部工程，隨之恢復所有道路的行車[113]。
  - 治安警察局公佈春節假期至年初五總出入境人次近約369萬人次，較上一年增加9%，共檢控9宗的士違規及9宗白牌車，截至正月初六21時，旅客入境人次超過15.7萬[114]。
- 2月4日
  - 隨著春節假期結束，大量人員流動加上復工復課，澳門衛生局預計流感病例將增加，並提醒居民勿掉以輕心[115]。
  - 社會協調常設委員會擬在年內討論最低工資的金額。資方代表表明金額不變是最好；勞方代表希望設立最低工資與通貨膨脹掛鈎的機制[116]。
  - 行政公職局公佈截至2月2日已辦理本年度在生證明的16.2萬人中，有14.2萬人透過電子方式（包括使用“一戶通”及自助服務機）辦理，佔整體辦理量87.8%[117]。
  - 中國大陸春節假期結束，截至當天21時有超過52.5萬人次經各出入境口岸出入澳門，入境旅客有13.3萬人次，離境旅客有12.1萬多人次[118]。
- 2月5日
  - 治安警察局公佈中國大陸八天春節假期累計出入境客量約491.8萬人次，較2024年同期相比增加0.6%，日均出入境客量約為61.4萬人次。關閘為最多人次出入境口岸，其次為青茂口岸、大橋澳門口岸及橫琴口岸；當中正月初三及正月初四訪澳入境旅客達21.9萬及21.8萬人次，為單日旅客入境第二及第三高紀錄[119]。
  - 澳門旅遊局公佈新春訪澳旅客為130.9萬人次，較2024年同期下趺3.5%，國際旅客則有5.8萬人次，較2024年同期升10.2%；住宿場所平均房價為1,839元，較2024年同期趺2.4%，酒店入住率為95%[120]。
  - 傳新澳門協會關注新城A區至新城B區跨海連接通道採用高架行車天橋方案破壞景觀，受訪者和市民均建議政府撤回高架天橋方案並改用海底隧道方案，保留現有城市景觀[121]。
- 2月6日
  - 行政長官岑浩輝抵達黑龍江省哈爾濱市出席2025年亞洲冬季運動會開幕式，前一日與中國澳門代表團見面[122]。
  - 一名本地中年女子疑墮網戀騙局，男網友聲稱從事網上博彩平台維護工作，故知悉平台存漏洞，可無風險投注獲利。女子信以為真，結果被騙去709萬港元，向澳門司警報案求助[123]。另外，澳門司警獲一宗電投方式“賭底面”犯罪集團，在路氹某賭廳透過放於衫袋的手機鏡頭直播賭局、並接受賭客網上投注，行動中拘捕三人，另有十人仍在逃[124]。
  - 澳門國際機場公佈春節假期初一至初七期間，錄得超過17萬旅客人次，航班起降共1,265架次，較2024年同期增加5.7%[125]。
- 2月7日
  - 統計暨普查局資料顯示，2024年全年入境旅客人次按年上升23.8%，帶動旅客總消費（不包括博彩）按年增加5.8%至753.6億元（澳門元，下同），當中留宿旅客（623.1億元）及不過夜旅客（130.5億元）總消費分別錄得3.5%及17.9%的升幅[126]。
  - 澳門衛生局接獲通報2例流感死亡病例報告，為2名分別35歲及69歲女性，兩名死者均被診斷甲型流感併發急性心肌炎及未有接種季節性流感疫苗，當局於2月8日及9日上午於各衛生中心加開流感疫苗接種服務[127]。
  - 一名44歲澳門電召男司機懷疑突發病發，於俾利喇街近望賢樓慢駛撞向鐵欄，送院搶救後證實不治[128]。同日另先後發生兩宗交通意外，共造成四人受傷，其中一宗涉及一架新福利巴士自炒，一名63歲本地男車長駕駛25路線期間駛至蓮花大橋路氹城入口處懷疑突發身體不適引致巴士撞向路邊石壆，該車長和一名44歲持藍卡的菲律賓籍女乘客輕傷送院；另一宗涉及友誼大馬路近海立方娛樂場發生三車相撞意外，涉及私家車、的士及一部發財巴，的士上的兩名乘客後枕挫傷送院，警方初步懷疑是後方旅遊巴沒有與前車保持安全距離導致意外，50多歲的旅遊巴司機已被檢控[129]。
  - 行政長官岑浩輝應邀出席2025年亞洲冬季運動會開幕式[130]。在出席開幕式前到訪哈爾濱工業大學航天館，瞭解中國航天事業的發展[131]。
- 2月8日
  - 中共中央港澳工作辦公室、國務院港澳事務辦公室主任夏寶龍在橫琴粵澳深度合作區視察調研[132]。調研期間，夏寶龍召開座談會，聽取澳門經濟財政司司長戴建業介紹澳門特別行政區政府2025年經濟工作安排，並就澳門加快經濟適度多元發展、推動橫琴粵澳深度合作區建設、更好融入粵港澳大灣區進行交流[133]。
  - 早前有兩名女性感染流感重症後不治，全澳十間衛生中心及衛生站於周未連續兩天特別提供流感疫苗接種服務，超過2,000名居民到場接種[134]。
  - 第二場澳門農曆新年花車巡遊匯演舉行，17部花車滿載福運送到北區，延續節慶熱鬧氣氛，與居民和旅客慶蛇年[135]。
- 2月9日
  - 澳門衛生局公佈2月8日及9日累計5,400名居民於各衛生中心或衛生站接種流感疫苗，當中預約人數為約2,100人[136]。
  - 澳門立法會直選議員林宇滔指2023年第五屆政府突然宣佈新城A區至新城B區跨海連接通道改用行車天橋方案，批評將之前的研究、收集的意見，甚至是環評報告完全「拋在腦後」，也沒有對橋樑方案進行任何公開諮詢及環評公示。他質詢政府為何未有依法進行公眾諮詢、重新進行環境影響評價等[137]。
- 2月10日
  - 配合氹仔TN27及TN29地段新住宅項目建成需接駁相關水管到街渠及管線，期間介乎亞利雅架圓形地與孫逸仙博士圓形地的一段氹仔孫逸仙博士大馬路需在29天內分階段封閉，期間24條巴士路線將受影響，部分巴士站將分階段暫停使用[138]。
  - 郵電局宣佈11日起全面恢復接受所有由澳門寄往美國的郵件。但提醒市民郵件在當地的派遞服務或有所延誤，同時不排除美國政策隨時調整[139]。
  - 新城A區至新城B區跨海連接通道被指破壞世遺山海城景觀等爭議仍未停息，澳門立法會直選議員高天賜和林宇滔分別表示政府應聆聽民意，立即暫停行車天橋建設，改用隧道方式興建[140]。
- 2月11日
  - 保安司回覆澳門立法會議員書面質詢有關政府會否將「高空擲物」列為犯罪行為，法務局表示，特區政府認為應在充分聆聽社會的意見和建議的基礎上，審慎考量其必要性和可操作性[141]。
  - 離島區社區服務諮詢委員會召開恆常會議，澳門輕軌股份有限公司及交通事務局代表列席會議，其中輕軌公司代表表示於中國大陸春節八天假期（除夕至年初七）裡，共錄得約23萬人次入閘乘坐輕軌，即日均達28,750人次，已安排增加臨時售票方式疏導客流；至於橫琴口岸澳方口岸區巴士服務會否調整仍需觀察，暫傾向以臨時性特班車疏導客流[142]。
  - 數名青洲區居民就《青洲都市化整治計劃2024》中青洲規劃和發展到澳門特別行政區政府總部遞信，反映憂慮有關規劃中部份地塊因土地限高，影響樓宇日後樓宇重建，以及促請政府積極開展協商機制，與各界持份者攜手推進青洲山的合理發展，務實推進青洲片區的發展建設[143]。
- 2月12日
  - 身份證明局聯同市政署設於三盞燈綜合大樓的政府24小時自助服務中心正式投入運作[144]。
  - 新城A區至新城B區跨海連接通道惹社會爭議，土地工務局局長黎永亮表示，留意社會相關意見，但該項目現在由建設部門推動，而且已經判給，傳媒較好向建設部門查詢，工務局沒有補充[145]。
  - 澳門國際機場於2024年全年旅客量逾七百六十萬人次，航班升降近六萬架次，整體旅客量及航班量均較去年增超四成；貨運市場處理貨運量超過十萬八千噸，按年增長逾七成[146]。
- 2月13日
  - 台灣台中市新光三越百貨發生氣爆事故共造成4死32傷；死傷者包括前往當地旅行的澳門一家四代七口，當中57歲的祖父和58歲的祖母死亡，兩歲女童情況危殆需要插管搶救，85歲曾祖母骨折受傷。澳門行政長官岑浩輝高度關注事件，對死者家屬致以深切慰問，已指示相關部門全力協助傷者和死者家屬。澳門旅遊局旅遊危機協助小組隨澳門紅十字會前往當地，為死者家屬和傷者提供適切協助[147]。
  - 東北大馬路空中走廊已開展建造工程，北區社諮委引述公共建設局和交通事務局介紹會以黑沙環新街為界分兩大施工區，並分四段進行錯開施工安排。例如一段和三段在行車路面施工時，二段和四段則會做行人路面的施工，確保不在同一段同時做行車與行人路施工，避免造成交通擠塞[148]。
  - 環保局進行“澳門城市清潔及垃圾收集清運服務批給”公開開標，共收到8份標書。經開標委員會的審議和確認後，7份標書獲接納，1份標書不獲接納，標書價格由27億2仟5百萬至37億2百多萬澳門元不等[149]。
- 2月14日
  - 台中新光三越氣爆事故造成澳門一家四代七口兩死五傷，當中重傷的兩歲女童經搶救後保住性命，但仍危重要留醫深切治療。台中中國醫藥大學附設醫院兒童醫院表示，傷重的女童在轉送該院後經緊急手術救治，現生命體徵穩定，但腦部損傷情況仍然非常嚴重，暫不建議女童離院搭機回澳治療[150][151]。
  - 治安警察局證實一名57歲退休警員於台中氣爆事故中死亡，另一名20多歲的男傷者為該局特警隊現職警員；財神酒店證實58歲的女死者於該娛樂場工作20年[152]。
- 2月15日
  - 氹仔孫逸仙博士大馬路工程首階段寺路措施正式實施至3月1日，封閉路段介乎亞利雅架圓形地與大連街之間一段孫逸仙博士大馬路（往孫逸仙博士圓形地方向），而另一行車方向則實施反方向行車。此外，周邊三個巴士站停用[153]。
  - 台中新光三越氣爆事故3名澳門居民仍留醫，其中兩歲女童昏迷指數維持在三。醫院方面表示，女童仍在用藥物控制，以及低溫療法治療，院方正密切觀察[154]。
- 2月16日
  - 經濟及科技發展局回覆澳門立法會議員書面質詢時表示，該局持續取各方意見，會研究推出更多不同類型的社區促消費活動[155]。
  - 一名28歲澳門無業女子被香港海關在上環港澳客運碼頭檢獲一支懷疑含有依托咪酯（「太空油毒品」）的電子煙拘捕[156]。
  - 澳門立法會直選議員林宇滔提出書面質詢詢問當局為何氹仔孫逸仙博士大馬路新廈管道工程不在「2025年度確定協調區工程清單」之內。他也詢問當局會否將所有在建樓宇的工程項目納入道路工程協調機制，減少重覆開挖道路，亦避免拖延樓宇落成[157]。
- 2月17日
  - 澳門衛生局發佈2024年第四季自殺死亡監測結果錄得17男8女共25宗自殺死亡個案，年齡介乎13至75歲；綜合前三季數據，澳門全年錄得90宗自殺死亡個案為48男42女，年齡介乎12至76歲，當中澳門居民佔76宗，較2023年的88宗上升2宗，升幅約2%[158]。
  - 統計暨普查局資料顯示，2024年全年完成繳納印花稅程序的樓宇單位及停車位買賣共5197個，成交總值280.4億元（澳門元，下同），按年分別上升17.7%及20.7%。整體住宅單位每平方米實用面積平均價格（85114元）按年下跌9%；全年獲發使用准照的住宅單位有640個[159]。
  - 一名男子為刑事案件的被害人，在2024年1月因不滿澳門特別行政區檢察院作出的歸檔決定而計劃前往司法警察局、檢察院等多個公共部門點燃物品，藉此報復洩忿。澳門終審法院裁定疑犯判監一年[160]。
- 2月18日
  - 行政長官岑浩輝作內部批示，澳門特別行政區政府設立由行政長官任組長的公共行政改革領導小組和促進橫琴粵澳深度合作區建設領導小組，以及由行政法務司司長任組長的公共行政改革統籌協調小組、法律統籌工作組和市容美化整潔工作組[161]。
  - 助理檢察長江志受賄瀆職案裁判，提出上訴的江志以及檢察院均上訴理由部分成立，但江志黑社會罪被裁定成立，在刑期一減一加後，江志由一審的判囚17年，改判為21年[162]。
- 2月19日
  - 經濟發展委員會召開2025年第一次全體大會，由經濟發展委員會主席、行政長官岑浩輝主持。會上經濟發展委員會副主席、經濟財政司司長戴建業介紹了目前澳門的經濟形勢，經濟及科技發展局局長邱潤華匯報了委員會過去一年的工作情況，21位委員亦就澳門經濟發展提出了寶貴意見和建議[163]。
  - 澳門自來水公佈2024年供水量事隔五年再度突破一億立方米，更創下歷史新高，較2023年上升5.6%[164]。
  - 2021年10月氹仔拳館「友誼拳賽」誤殺案，初級法院原審裁定與死者比賽的拳手嚴重傷害身體完整性致死罪罪名不成立，死者家屬向中級法院上訴，中院改判該拳手過失殺人罪罪成，判監一年三個月但緩刑兩年，並需承擔民事賠償一半金額、合共近75萬元[165]。
- 2月20日
  - 澳門立法會舉行全體會議回應議員口頭質詢，經濟財政司司長戴建業表示政府正積極籌備短期促進社區消費舉措是「全城消費大獎賞」優化版，並非「消費卡」，將於短期內發布更具體、全面的訊息[166]。
  - 運輸工務司司長譚偉文透露，輕軌東線西延青茂段以盾構法興建初步研究結論為可行，正深化工程方案，並表明政府是有決心發展輕軌西線，但需就西線重新布局作可行性研究，畢竟許多情況與以往有變，相關工作會適時推進[167]；氹仔柯維納馬路戶外公共停車場試行引入半小時收費制度，另研究於短期推人工島東停車場靈活收費方案[168]。充電車位方面，全澳各區停車場已設超過2,200個輕型汽車充電位，亦有超過600個電動電單車的充電位，同時在8個公共停車場設置電動電單車換電櫃，亦於短期內於夜間巴士路線或部分日間路線引入純電動巴士[169]。社會有聲音要求經濟房屋可引入置換制度的訴求，譚偉文表示政府正在研究中，並考慮納入已上樓家團在內。未來經屋供應戶型上仍會較多建T2、T3戶型，並會朝經屋恆常化申請作研究，但短期內不會實施[170]。
  - 台中新光三越氣爆事故中遇難的兩名澳門居民，遺體於當地火葬場火化，骨灰將於稍後時間由家屬帶返澳門[171]。
- 2月21日
  - 澳門立法會繼續舉行口頭質詢大會，議員高天賜與林宇滔均以該宗高空擲菜刀事件切入向政府質詢，包括會否調升高空擲物的600元罰款、刑事化加強阻嚇力，以及關注警方報案風氣等。行政法務司司長張永春回應指正認真研究社會意見，擬設工作小組檢討《公共地方總規章》[172]。
  - 社會文化司司長柯嵐回應澳門人口老化問題，指社會工作局已準備聯同社服機構做大規模普查活動，針對全澳獨居長者和雙老家庭，以掌握其如住所等全面情況，為日後安老政策服務等工作創設有利條件[173]。對於澳門戶外表演區3月和5月的試營運活動仍未公佈，社文司表示對戶外表演區之使用，協調小組持審慎態度，將進行更多方面的壓力測試，以安全保障為首要考慮，冀能確保其安全、運作暢順，文化局仍在篩選分析收到約30項申請，一有進一步消息會對外公布[174]。
  - 澳門特別行政區第六屆政府增設五個跨範疇領導工作組惹關注，澳門特別行政區行政會發言人張永春表示，政府希望透過統籌機制，令到跨範疇的工作更加協調，更加有效推進。工作組已經開始運作，將來會在一些場合適當向外介紹。他回應傳媒時提出，新設五個工作組不存在架床疊屋的問題[175]。行政會另提交兩份法案，與教育及青年發展局協議的濠江中學附屬橫琴學校相關學生的免費教育津貼、教師的薪酬及待遇等將與澳門的一樣[176]。
- 2月22日：澳門特別行政區政府聯同澳門中華總商會推出為期10周的“2025年社區消費大獎賞”大型促消費活動，規模與2024年大致相同，但有四方面優化，包括同一交易可核銷多張優惠券、增設200元優惠券、增加澳門通長者卡合共300元的消費五折立減優惠、6家綜合休閒企業設施內的商戶不可核銷優惠券[177][178]。
- 2月23日
  - 治安警察局公佈2025年1月共檢控187宗的士違例，較2024年年同期大增兩倍，按月上升近4成。當中以在首度對外披露的在的士站無按序候客個案最多，佔總數約三分之二[179]。
  - 近日公共建設局公佈「路環西側防洪排澇工程」（兩湖方案）將會破壞荔枝碗船廠片區（法定文物）的景觀，且有違保護船廠片區的行政法規。其實，路環市區其他法定文物同樣受到兩湖方案影響，包括：屬於法定文物（場所）的「由路環碼頭至譚公廟前地的海旁」，兩湖方案正正就在海旁對開水域興建防洪高牆[180]。
- 2月24日
  - 三巴仔橫街於下午有中國大陸劇組拍攝汽車追逐戲時懷疑發生意外，汽車失控撞欄後沿三層樓斜巷樓梯衝落小巷，撞傷十二名正在小巷內休息等待拍攝的群眾演員，當中包括二名澳門居民包括5歲男童及42歲女子，傷者均送往鏡湖醫院治理。肇事汽車62歲中國大陸持往來港澳通行證及當地有效駕駛執照的男司機並無受傷，協助警方調查原因[181]。
  - 氹仔經屋湖畔大廈第五座7樓一個單位早上發生火警，火勢一度非常猛烈，面積約四百呎之單位遭到嚴重焚燬。火警發生時，兩名79歲和51歲婦人從起火單位逃出，但因吸入濃煙至意識模糊，由消防員在大廈走廊將二人救出送院搶救，另有廿多名住戶自行疏散至街外[182]。
  - 行政長官岑浩輝主持召開公共行政改革領導小組和促進橫琴粵澳深度合作區建設領導小組的第一次工作會議。他重申，設立由行政長官任組長的兩個領導小組，是為了貫徹落實中共中央總書記習近平於2024年12月視察澳門期間發表的系列重要講話精神，致力提升特區政府的治理能力和水平，加強頂層引領和跨範疇統籌協調[183]。
- 2月25日
  - 劇組在三巴仔橫街拍攝期間車輛失控、造成12名群眾演員受傷事故，所有傷者已經出院。治安警察局發言人回應指劇組未遵守警方事前所作「不可危險駕駛」的拍攝要求，惟目前暫不具備檢控條件。另因劇組已獲批來澳拍攝，隨行成員亦不視為非法工作[184]。
  - 有中國大陸劇組未經警方批准於窄路內拍飛車戲，文化局表示經召開跨部門會議，綜合認為有關拍攝項目沒遵守事前要求，涉嫌對公共秩序、安全或安寧明顯造成滋擾，決定中止該劇組在澳拍攝許可，並將在聽取對方解釋後不排除最終廢止，但未知指只是該處拍攝，還是連帶整個在澳拍攝[185]。
  - 行政長官岑浩輝繼續會見各社團聽取新一年度澳門施政報告之意見[186]。
- 2月26日
  - 公務人員聯合總會與公職人員協會先後拜訪行政長官岑浩輝均提出加薪訴求，兩會引述特首回答稱，待4月新一屆政府發表首份澳門施政報告時就會有正式公布，目前非加薪時機[187]。
  - 一名澳門消防局某行動站消防區長涉嫌偽造出勤紀錄，隱瞞於工作期間擅離職守，被澳門廉政公署拘捕，消防表示對該消防區長展開紀律程序[188]。
  - 台中新光三越氣爆事故中受重傷的2歲澳門女童已乘搭醫療專機返回澳門，被送往仁伯爵綜合醫院深切治療部留醫[189]。
  - 石排灣公屋群樂群樓第四座六樓一單位發生火警，消防到場將火救熄後，在單位睡房內發現一具燒焦的屍體，由於情況有可疑通知澳門司警調查。澳門司警經初步調查後，指死者為一名61歲本人男性為長期精神問題及自殘記錄人士，事件排除他殺[190]。
- 2月27日
  - 特首岑浩輝首次接受傳媒公開受訪，他表示歡迎外界就完善現金分享計劃提意見，而會否調整其他惠民福利，則要視乎政府財政狀況，可在力所能及下考慮適當調整；至於新一份施政報告將考慮加養老金和研究推出育兒津貼；被問到衛星賭場三年過渡期將屆滿，特首回應指這是博企與衛星場的問題，由雙方作商業判斷、考慮，相信能協調好，包括員工安排，若有需要政府會提供協助[191]。
  - 保安司公佈“2024年全年罪案統計及執法工作數據”，整體罪案較2023年及2019年有所增加，警方共開立刑事專案調查案件14,298宗，較2023年增加811宗；“換錢黨“犯罪共立案89宗[192]。2月24日一個中國大陸劇組未有遵守警方規定拍攝危險動作導致12名“群眾演員”受傷意外並未檢控，保安司表示法律對違令罪有明確規定，現時看來今次不適用違令罪的規定，但事件值得政府和社會檢討，避免重演；另提及，要考慮澳門希望更多拍攝等文化活動前來進行，動輒檢控不是社會想見到的[193]。2月26日石排灣公屋群樂群樓火警，警方發現單位內有一具六旬男性屍體，有消息指死者雙腳被綑綁。以上情況顯示，事件存在不尋常之處，保安司回應指澳門司警經查確認排除他殺，指警方對案件的調查工作非常嚴謹和專業，冀記者不要質疑警方的專業[194]。
- 2月28日
  - 統計暨普查局資料顯示，2024年本地生產總值為4033億元（澳門元，下同），按年實質增長8.8%，整體經濟規模回復至2019年的86.4%水平；當中，服務出口按年上升9.2%，內部需求（包括私人消費支出、政府最終消費支出及投資）亦錄得2.3%的增長。此外，用作衡量每人口平均生產貨物及服務價值的人均本地生產總值為58.8萬元，按年上升7.6%，而量度整體價格變動的本地生產總值內含平減物價指數（105.0）亦上升0.4%[195]。2024年11月至2025年1月總體（1.6%）及本地居民失業率（2.1%）較上一期（2024年10月至12月）分別下降0.1及0.2個百分點，主要受農曆新年因素影響令尋找工作人數有所減少，導致失業人數出現下降所致；總體就業不足率亦下跌0.2個百分點至1.3%[196]。
  - 澳門特別行政區政府公佈2024年澳門特區財政儲備透過多元平衡的資產配置，錄得309.5億（澳門元，下同）的投資收益，年度回報率為5.3%。財政儲備的資本金額為6162.1億；其中，基本儲備及超額儲備分別為1533.9億及4628.2億[197]。

### 3月
- 3月1日：2月27日網上流傳一段影片，一名20多歲中國大陸女子乘坐的士途經友誼大橋期間“落車”。治安警回應查詢時表示，目前已尋獲涉事的士及女事主，據了解事件發生時的士女乘客突然要求落車，警方已檢控該女子[198]。

- 3月3日
  - 2025年澳門立法會選舉定於2025年9月14日舉行[199]。
  - 台山新城市花園19樓一座單位晚上發生火警並傳出巨響，大量雜物碎片散落街上。消防到場發現五名傷者，當中包括2歲男童及8歲女童和一名53歲女子燒傷需送院搶救，約300名住户自行疏散街上[200]。
  - 澳門輕軌股份有限公司公布2025年2月的日均載客量為2.71萬人次，較2025年1月增加1,800人次，為2019年12月通車以來的第二高[201]。
- 3月4日
  - 台山新城市花園第二座於3日晚上發生的火警，澳門消防局經查懷疑石油氣洩漏引致爆炸，土地工務局經兩次檢查確認肇事單位結構沒有安全問題[202]。
  - 網傳祐漢熟食中心出現老鼠，市政署表示，已經全面巡查相關區域及各熟食攤位衛生情況，並對轄下各街市及熟食中心進行全面巡查，加強相關場所的滅鼠及環衛措施，但沒有如同之前針對私企那樣即時勒令停業[203]。
- 3月5日
  - 第十四屆全國人民代表大會第三次會議揭幕，特首岑浩輝列席開幕會，聆聽國務院總理李強所作的政府工作報告，學習當中的重要精神[204]。總理李強表示要全面準確、堅定不移貫徹「一國兩制」、「港人治港」、「澳人治澳」、高度自治的方針，維護憲法和基本法確定的特別行政區憲制秩序，落實「愛國者治港」、「愛國者治澳」原則。支持香港、澳門發展經濟、改善民生，深化國際交往合作，更好融入國家發展大局，保持香港、澳門長期繁榮穩定[205]。
  - 統計暨普查局資料顯示，2024年終本澳總人口（68.83萬人）按年微升0.7%（+4600人），主要由於居澳的外地僱員增加（+4900人）所致；女性佔53.7%，男性佔46.3%。按歲組分析，少年兒童（0-14歲）人口（85900人）佔總人口比例為12.5%，而老年（65歲及以上）人口（100200人）則佔14.6%[206]。
- 3月6日
  - “2025社區消費大獎賞”擴展至長者，持有舊版“澳門通長者卡”的人士當天起到全澳設置逾60個換卡服務點免費換領新卡[207]。
  - 2025年澳門立法會選舉開展組織提名委員會程序，選舉管理委員會表示倘若有人於冷靜期及選舉日轉發傳媒有關競選的網上新聞，或構成競選宣傳，但相關責任在於轉發者，而非傳媒本身[208]。
- 3月7日
  - 市政署於河邊新街開展下水道及優化行車路面狀況工程，預計6月上旬竣工[209]。
  - 交通事務局於近八角亭一側的家辣堂街電單車泊車位改裝為斜泊式電單車泊車位，以及加長輕型汽車泊車位長度至平均5.5米[210]。
- 3月9日
  - 一名仁伯爵綜合醫院病人確診軍團菌並曾於鏡湖醫院留醫，澳門衛生局回應指確診者為71歲男病人，本身有慢性病史，曾於2月7日至18日在該院住院，當局獲悉上述情況後，對鏡湖醫院住院病人和工作人員進行一系列醫學監察，結果為未有跡象顯示有更多病例或出現醫院內傳播[211]。
  - 近日各區鼠蹤處處，政府的熟食中心也疑似「淪陷」。市政署重申，近年已積極加強公共地方的佈餌滅鼠，而第三方調查均顯示公共地方鼠患處可控水平，且接獲的投訴也減少[212]。
- 3月11日
  - 公共建設局公開開「大潭山隧道及其連接線設計連建造工程－北連接線」判給結果，承建商為「振耀－德發－新建設合作經營」[213]。
  - 交通事務局檢視全澳咪錶泊車位設置，分階段調整現有街道輕型汽車泊車位長度至平均5.5米，首階段調整南灣商業區一帶的泊車位，涉及車位數量逾130個[214]。
  - 第35屆澳門藝術節將於4月25日至5月31日舉行，以「成長」為主題，展示藝術作品映照人生不同階段的感悟。活動期間將有15套節目、23項延伸活動，涵蓋戲劇、戲曲、舞蹈、音樂及視覺藝術展覽等[215]。
- 3月12日
  - 台中新光三越氣爆事故中受重傷的2歲澳門女童延至3月7日於仁伯爵綜合醫院證實不治[216]。
  - 多個澳門特別行政區政府部門出現不同程度的人事變動，其中勞工事務局副局長陳元童接替黃志雄為局長。橫琴粵澳深度合作區統計局副局長李秉勳調回澳門特區政府出任終審法院院長辦公室副主任[217]。
  - 行政長官岑浩輝聯同市政署一眾官員籍植樹節到小潭山2000環山徑種植中華楠[218]。
  - 氹仔孫逸仙博士大馬路進行鋪設管道工程期間有食水管懷疑受工程影響爆裂，事件導至氹仔區多幢大廈及澳門大學舊校園的供水服務受影響[219]。
- 3月13日
  - 澳門中聯辦召開全國兩會精神傳達會。出席的行政長官岑浩輝提出，本年度財政收入或未如預期樂觀，政府亦研究謀劃具標誌性、有帶動效應的重大發展項目以增發展動能[220]。全國政協副主席何厚鏵表示，2025年是澳門特別行政區第六屆政府開局及立法會選舉年，希望愛國力量代表應團結一心支持政府，不該不斷地提出許多不同、無數的社會訴求，讓政府滿足不了，無法集中精力去改革[221]。
  - 近日有市民於澳門電台中文頻道時事節目中反映領取300元的消費立減優惠而更換「澳門通長者卡」需要支付50元手續費。經濟及科技發展局回應指對已經收取的手續費會退回到新卡之內，且由即日起至5月20日不會收取手續費[222]。
  - 澳門人民力量到澳門特別行政區政府總部遞信，反映本地人就業困難問題，希望政府能透過收緊外僱額、推外僱稅、政府外判服務中要求外判商增加聘用本地人等，提升本地人就業，尤其是青年就業機會[223]。
- 3月14日
  - 澳門賽馬會擬送走近百貓隻到中國大陸的消息在社交媒體傳出後，引起港澳社會嘩然，更有本地市民向香港無綫電視節目《東張西望》報料，最終馬會官方暫停相關計劃並與澳門愛護動物協會達成共識，合作舉辦領養活動[224][225]。
  - 近日澳門電台中文頻道時事節目中有聽眾反映，有長者為取得政府新增的長者消費立減優惠，特到社團服務點（未有開名提及）辦理「澳門通長者卡」舊換新，唯期間工作人員請其幫忙能否在提名表簽名提名。立法會選管會回應指關注有關情況，經濟及科技發展局經了解後強調不能進行與換卡手續無關事宜，若發現服務點出現相關違規情況將即時終止該服務點提供換卡服務[226]。
- 3月15日
  - 澳門半島和路氹城一日內先後發生3宗交通意外。上午先有一架澳巴與工程手推車碰撞，導致巴士車頭輕微損毀，事件中無人受傷[227]。中午時分一架私家車於路環電廠圓形地和蓮花路交界失控自炒翻轉，44歲本地男司機通過酒精測試但拒絕送院，警方以“彎位快車”對其檢控[228]。新馬路傍晚發生一宗巴士途撞人事故，一名33歲持往來港澳通行證的中國大陸男性懷疑不守交通規則亂過馬路被一輛開往關閘方向的10路線的澳巴車輛撞倒受傷送院，治安警指涉事途人將被檢控[229]。
  - 受冷暖氣流交匯影響，澳門下午天氣突然轉壞，地球物理氣象局一度發出2025年首個雷暴警告及黃雨警告，多區錄得超過每小時20毫米雨量，晚上起氣溫開始有所下降[230]。
- 3月16日
  - 內港南雨水泵站及下水道工程－第三期工程整體完成達九成，近日有居民反映施工路段的路面狀況有破損、高差及行人指示欠清晰，公共建設局已即時派員現場檢查及指示承建商和監理公司採取措施作出不同方面的改善[231]。
  - 澳門立法會近日公開的《2023年度預算執行情況報告》意見書，政府提及該年度「其他－罰款及其他金錢制裁」裡最大金額的一宗收入，就是「鄰近西灣湖景大馬路堤圍加固」工程，其因「違反合同所定期間」而科處843萬澳門元罰款，佔工程款約2%[232]。
  - 澳門賽馬會與澳門愛護動物協會間經協調後，於當天舉行貓隻領養活動，當中22隻貓隻全數成功獲領養[233]。
  - 澳門半島上午接連發生兩宗火警，首宗於當天上午近7時在海富花園29樓一個單位發生，火勢一度猛烈，單位內2名女住客吸入濃煙不適送院，消防懷疑冷氣機電線短路引致；第二宗於當天上午9時許發生，消防接報台山中街逸麗花園發生火警，經了解於該大廈的7樓一個單位花籠位置曾有雜物曾燒著，檢查後疑有人留下火種引致，該火警中沒人受傷[234]。
- 3月17日
  - 澳門協和醫院擴展專科門診在線預約，服務對象範圍擴展至非澳門居民（包括：持外地僱員身份認別證、學生簽證及特別逗留證等長期逗留人士）[235]。
  - 新西洋墳場於當天下午被市政署職員發現有17個骨灰箱位曾經起火燒黑，澳門司警人員在骨灰箱位發現有被燒溶的膠花，懷疑與起火有關，列作懷疑縱火䅁跟進[236]。
  - 中華人民共和國文化和旅遊部公布新一批共942人的國家級非物質文化遺產代表性傳承人名單。澳門土生土語話劇團團長飛文基與雀仔園福德祠土地廟值理會會長羅盛宗，分別被認定為土生土語話劇及民間信俗（澳門土地信俗）的代表性傳承人[237]。
  - 政府《公報》刊出行政命令，行政長官授予經濟財政司司長處理青洲大馬路台山公務員大廈的重建工作[238]。
- 3月18日
  - 2025年澳門立法會選舉提名期已展開，共九人已領提名表；選管會表示暫未收到任何正式涉違規脅迫拉提名的投訴個案，但就收到一宗「反映」，為社團人員感「壓力」被要求爭取指定數量的提名簽名[239]。
  - 行政長官於3月10日透過內部批示設立“優化道路工程協調工作組”，首次會議於當天舉行，由運輸工務司司長主持並要求“工作組”各成員須加強跨部門之間的溝通協調，完善監察機制，工作須具前瞻性，做好道路工程的提前部署，有效監察工程質量及工期，從根本上減少道路工程帶來的負面影響[240]。
  - 2月下旬一個中國大陸劇組違反規定進行拍攝且造成交通意外，澳門文化局局長梁惠敏表示，將會推出更清晰、更具體、更詳盡的指引。若收到比較複雜的拍攝申請，將會要求劇組提交更詳細的計劃，也不排除諮詢更多部門的意見[241]。
  - 澳門司警搗破皇朝區一大廈內搗破一個地下賭場，行動中拘捕經營者、賭客合共十人。撿獲一批賭枱、撲克牌及籌碼等[242]。
- 3月19日
  - 教育及青年發展局擬在2025／2026學年向學校發放指引，限制學生在上課、小息使用電子設備，有教師指導的特定教育活動，以及需要緊急聯絡等特殊情況除外。該局也會財政支持學校購買「手機櫃」或集中管理手機的設備[243]。
  - 退休基金會在政府公報刊登公布特區公務人員公積金制度2024年度財務報表，公積金在2924年底可作福利分派的淨資產逾376億元，按年多超過57億元，增幅為一成八[244]。
- 3月20日
  - 關閘馬路豐南大廈上午發生火警，十五樓一單位燒毁房門，衣櫃及雜物。單位內一名男子沒有心跳呼吸送院死亡，同單位一女子亦因情緒激動送院，消防認為火警原因不明交由澳門司警跟進[245]。
  - 近日網上流傳有非法導遊帶團乘坐公共巴士由口岸前往旅遊景點惹網上熱議，澳門旅遊局表示於18日接獲業界的情報，指懷疑有非法旅行團在澳門活動，該局隨即派員於議事亭前地發現有關旅行團，經查後對一名涉嫌非法從事導遊職業的人士提起實況筆錄，並進行後續行政處罰程序，該名人士被警員帶往治安警察局調查[246]。
  - 多名居民向一香港公司訂購結婚戒指，但到期未收到貨，近日更發現該公司已倒閉，懷疑受騙向澳門司警報案追究。司警先後接獲九人報案，合共涉款十二萬元。據悉香港海關已對一名婚戒設計公司的41歲男董事作拘捕，涉嫌違反《商品說明條例》，正獲保候查中[247]。
  - 近日有居民擔心原特警總部大樓的拆卸影響鄰近大廈的結構且釋出有害物質，公共建設局回覆指拆卸不會對李秉倫大廈的結構造成影響，原特警總部大樓亦不存在石棉或其他有害物質[248]。
  - 博彩監察協調局回應澳門立法會議員書面質詢時表示，將依法跟進衛星賭場過渡期結束後的情況，並與業界及其他部門保持密切溝通聯繫，應對任何可能會影響博彩業良好運作以至社會穩定的情況[249]。
- 3月21日
  - 澳門衛生局完成《預防及控制吸煙制度》跟進及評估報告2021-2023”，報告就吸煙者於行人道上邊走邊吸煙（俗稱火車頭），以及新型煙草或非煙草製品等問題作出分析，且建議研究在部分街道、廣場實施只可在特定位置吸煙，禁止新型或再流行的煙草或非煙草製品（如中東式水煙、草本煙），引入煙草產品素包裝，適時地進一步加強規管電子煙等[250]。
  - 治安警察局公佈2025年2月檢控違反道路交通法或規章個案共66,764宗，較前一月多超過6,000宗，當中行人亂過馬路為近一年最多達816宗[251]。
  - 一名39歲本地男子曾因家暴及勒索前妻而被禁止接觸受害人候審，兩度再到前妻家中以生果刀指嚇索款及禁錮前妻。澳門司警據報調查期間，男子取出生果刀反抗並傷及兩名司警人員，最終被制服[252]。
  - 氹仔市政街市擬啟動活化，注入「美食+文創」元素，推出二十個輕食及文創類攤位公開競投。活化包括調整氹仔街市的攤位分佈、美化建築立面及增設大型招牌及屏幕，以及在天台增設咖啡茶座，活化計劃擬於年內第四季完工[253]。
- 3月22日：橫琴粵澳深度合作區管理委員會舉行第九次會議，由合作區管委會雙主任、澳門特別行政區行政長官岑浩輝和中共廣東省委副書記兼廣東省長王偉中共同主持。會議傳達學習習近平總書記視察廣東和澳門及考察橫琴合作區重要講話指示精神，聽取《橫琴粵澳深度合作區執行委員會2025年工作報告》及年度重點工作匯報，通報《橫琴粵澳深度合作區2024年預算執行情況和2025年預算草案》，以及審議《橫琴粵澳深度合作區2025年政府投資項目計劃》和《橫琴粵澳深度合作區產業發展規劃（2025至2029年）》[254]。
- 3月23日
  - 澳門國際幻彩大巡遊踏入第11屆，總參演人數達約1800人，多隊“東亞文化之都”及來自15個國家合共23隊的來澳藝團，連同近60隊本地團隊參與，同日舉行“東亞文化之都‧中國澳門”活動年開幕式[255]。澳門文化局初步估計線上線下共有15萬人參與[256]。
  - 澳門戶外表演區先前擬在3月和5月舉行音樂會活動，澳門文化局表示由於未有申請符合時間及觀眾數目等條件，故3月沒有演出；至於5月的演唱會將於一星期內公布，仍以

最多容納2萬名觀眾為基本。
- 3月24日
  - 特首岑浩輝與中共黑龍江省委書記、省人大常委會主任許勤一行會面，雙方就深化黑澳兩地各領域的交流合作進行深入討論[258]。
  - 為期10周的“2025年社區消費大獎賞”大型促消費活動展開，是次活動額外增設的消費立減優惠透過新版“澳門通長者卡”提供，首日各拍卡服務點整體運作暢順[259]。
  - 位於石排灣公屋群內的和諧廣場休憩區開放使用[260]。
- 3月25日
  - 水坑尾中國電信（澳門）門市發生持刀傷人案，一名懷疑有精神病男子持水果刀進入店內襲擊兩名分別26歲和29歲本地居民男職員，分別頸部和手臂受傷。警員據報到場將40歲懷疑出現精神問題的本地男子被捕，案件交由澳門司警跟進調查[261]。
  - 近日網上流傳新福利巴士一名車長在駕駛公共巴士期間中風並堅持駛回至總站，新福利官方發聲明指呼籲車長汲取教訓，加強自我健康管理，勿帶病駕車上路，並澄清傳聞非事實。但披露十天前有車長於筷子基北灣巴士總站休息後突感不適，送院診斷為腦出血[262]。
  - 黑沙環新填海區P地段暫住房及置換房項目中的置換房（明珠都滙）工程已竣工，正展開驗收工作，現樓示範單位將開放給申請者參觀[263]。
- 3月26日
  - 水坑尾中國電信（澳門）門市持刀傷人案，澳門司警經初步調查後，以殺人未遂及加重傷人落案起訴41歲本地居民男疑兇。由於疑兇被捕後精神異常，未能錄取口供，仍在仁伯爵綜合醫院留醫等待精神評估報告。而案中被割頸受重傷店員，接受手術合共縫逾一百針，暫無生命危險[264]。
  - 澳門立法會選管會聯同澳門廉政公署在澳門科學館舉行「2025年第八屆立法會選舉參選程序講解會」。選管會表示將要求各候選名單提前報備要在競選宣傳期內舉辦的活動及派發的宣傳品清單和數量，以便選管會及廉政公署作出適當的監督，並強調派發的宣傳品應避免是具福利性質的物品[265]。
  - 澳門賽馬會對22隻原本在氹仔馬場領養的「原居貓」提供5,000元之津貼，據了解當中18隻貓有的染上貓瘟，有的出現上呼吸道感染等問題[266]。
  - 市政署市管委會決議捨棄路環市政街市土地的無償批給，運輸工務司批示土地及其上建有的樓宇，無帶任何責任或負擔歸還給國家，以納入其私產[267]。
  - 澳門特別行政區政府部門出現不同人事變動，當中吳子健回澳任法務局副局長，特首續任及委任24名公務人員在橫琴任職，獲委任的5名公務人員可說是全部升職[268]。
- 3月27日
  - 社會工作局宣佈由8月起不再向崇專托兒所提供財政資助，並收回相關場地及設備。受影響的家長要求當局說明基於甚麼重要原因需要終止與開辦托兒所的澳門崇德社合作。社工局則表示，基於澳門崇德社可能提出申訴，現階段不便透露詳情[269]。
  - 澳門司警破獲打擊不法賭博犯罪法生效以來最大宗不法匯兌䅁兩宗，合共拘捕62人，分別涉及營運資金高達5.9億元和2億元。兩犯罪集團均透過各自地下錢莊合作提供營運資金，其中一集團以開設的多間珠寶店作虛假交易為賭客套現賭博、另一集團則招攬賭場公關和假聘用的外僱以跑單方式進行不法匯兌活動。司警初步未發現兩集團有聯系，但仍需作進一步深入跟進調查[270]。
- 3月28日
  - 緬甸實皆省發生7.8級強烈地震，該國以及鄰近的泰國出現不同程度的破壞，澳門旅遊局向泰國發出第一級旅遊警示[271]。
  - 澳門立法會全票通過《2024年財政年度立法會管理帳目》簡單議決案，實際總開支按年增百分之一點五，達200,02206多元。主席高開賢表示，正研究如何應用高新科技、數字化等，簡化工作流程，完善議會的服務和安排[272]。針對橫琴粵澳深度合作區的辦學教育等趨同、聯通澳門的《非高等教育私立學校教學人員制度框架》連《非高等教育私立學校通則》的修法案亦獲全示一般性通過[273]。
  - 市政署由第二季陸續重整台山及青洲八個休憩區，包括台山中街休憩區、花地瑪教會休憩區、平民新村休憩區、李寶椿街休憩區、菜園涌邊街明愛側休憩區、工廠街休憩區、蓮花廣場休憩區、青洲河邊馬路休憩區，整個項目於2027年第一季全部竣工投入使用[274]。
- 3月29日
  - “社區消費大獎賞”活動迎來首個核銷日，不少店舖生意明顯暢旺。有零售店舖稱人流、生意都有所增加，估計較平時周末增加三至五成；亦有店舖指由於是次活動多了長者受惠，店內的長者產品銷量都有增加[275]。
  - 緬甸發生7.8級強烈地震釀成嚴重傷亡，行政長官岑浩輝向緬甸軍政府領導人敏昂來致慰問電，就緬甸遭受地震災害，造成人員傷亡，對死難者表示深切哀悼及向傷者致以誠摯慰問[276]。
  - 林茂塘空中走廊延伸部分之一的沙梨頭海邊大馬路行人天橋建造工程（第一期）的天橋鋼結構吊裝工作已順利完成，標誌着項目建設提早取得階段性進展[277]。
- 3月30日
  - 交通事務局與市政署以試行方式把“道路工程管理統一平台”的首次申請、續期、查詢申請進度及補交文件的功能開放予私人實體試用[278]。
  - 廣東省茂名市高州市發生3級淺層地震，震央距離澳門西約267公里，震源深度約為10公里，地球物理氣象局亦錄得該次地震[279]。
  - 受冷鋒及東北季風影響，天氣寒冷，氣象局錄得最低氣溫為10.7度，預料周二起天色好轉，氣溫將逐步回升[280]。
- 3月31日
  - 澳門特別行政區第六屆政府行政長官岑浩輝發表其上任後首份《施政報告》[281]。
  - 橫琴赴澳旅遊“一簽一行”實施三個月，橫琴口岸官方公佈截至3月30日站已累計驗放持該簽注出入境旅客超6.6萬人次，單日最高驗放量超2000人次[282]。
  - 一對60多和70多歲的香港姊妹，在該年1月期間在的士內拾獲61萬現款，並將款帶返香港據為己有。兩人於3月27日入境澳門時被警方以拾遺不報罪名拘捕[283]。

### 4月
- 4月1日
  - 博彩監察協調局公佈3月份賭收為196億5千9百萬元，按月、按年都變化不大，連續三個月未能突破月均200億元之政府預期賭收，經濟財政司司長在出席澳門中華總商會一個座談會上表達關切[284]。
  - 經濟財政司司長戴建業出席澳門中華總商會舉辦的“2025澳門工商業座談會”，指單邊主義、保護主義明顯抬頭，全球經濟發展面臨諸多不穩定、不確定因素，澳門作為高度開放的外向型微型經濟體，難以獨善其身。當中旅客人均消費按年減少14.6%降至2,157元，賭收首三個月未能按月達到平均200億的預算水平，因此政府對經濟形勢作研判，堅持量入為出的原則，審慎理財[285]。
  - 澳門崇德社旗下的崇專托兒所被社會工作局終止資助並收回場地設施。該社發聲明指，對社工局的處理方式缺乏尊重澳門的法治及合作恊議的善意原則並損害到多方的合法權益，表示驚訝及遺憾。並提出，雙方長期的溝通討論只涉及會計制度及法律的技術適用問題，沒有涉及合作原則或重大安排[286]。
  - 離島社諮委召開每月平常會議，交通事務局代表出席表示擬年內改善區內十條跨區道路的行人過路設施，將會加設包括有反光貼的不鏽鋼防撞柱、螢光黃綠人行道交通標誌、人行橫道預告標記及縱向減速標線，提升行人過路安全[287]。
  - 政府跨部門展開聯合清遷行動，收回氹仔飛能便度街與嘉樂庇總督馬路之間一幅約1111平方米被佔用的國有土地[288]。
- 4月2日
  - 衛生局多名代表出席澳門電台中文頻道晨間時事節目中探討健康社區及科普體重管理，2024年數據顯示澳門居民人均預期壽命高達83.3歲，較回歸前增加5歲，但居民患上超重肥胖、三高等風險逐漸上升[289]。
  - 經濟及科技發展局代表出席中區社諮委會議介紹「2025年社區消費大奬賞」的活動情況，經科局代表表示相關系統是公平的，總的都是為推社區消費，希望市民能諒解有這樣的得失感；至於澳門通長者卡已有14,000名長者換領新卡，活動的「終極大抽獎」的獎品總值為100萬澳門元[290]。
  - 運輸工務司將鄰近氹仔東亞運大馬路的兩幅地塊撥入國家公產。市政署則同步為「氹仔舊城區雨水泵站及下水道工程 - 第一期」啟動公開招標競投，將在剛剛撥入國家公產的相關地塊新建雨水泵站及箱涵渠[291]。
- 4月3日
  - 治安警察局統計截至4月2日該年度訪澳旅客突破1,000萬人次，此數字比2024年提前11日達至，客況恢復至疫情前2019年同期約9成半。旅客數字方面近七成三為中國大陸旅客，香港旅客佔17.8%，台灣和外國旅客佔不足一成[292]。
  - 澳門都市更新股份有限公司表示，位於橫琴的澳門新街坊已售出1,388個住宅單位，入住項目的居民超過2,500人[293]。
  - 美國總統當勞·特朗普公佈其“超級關稅”措施，亦簽署一項行政命令，對來自中國大陸及香港的小額包裹取消關稅豁免，並考慮新措施是否涵蓋來自澳門的小額包裹[294]。
- 4月4日
  - 清明節連周未三天假期首日錄得超過17.3萬旅客訪澳，與2024年同期增加27%，大三巴牌坊一帶下午一度實施人潮管制近2.5小時，中區往關閘或氹仔方向的巴士站出現排隊人龍[295]。
  - 大潭山隧道及南連接線設計連建造工程由兩間上海隧道工程澳門分公司聯同三友建築置業投得，中標價近11億元，連同北連接線工程整個項目造價超過15億元[296]。
- 4月5日
  - 清明連假第二天，警方連續兩天對大三巴牌坊一帶周邊街道實施人潮管制措施，確保行人及行車安全；據初步數字全澳各口岸共錄得68萬4千658人次入境，當中訪澳旅客佔約16萬人次[297]。
  - 新城A、B區天橋規劃惹爭議，公共建設局回應澳門立法會議員質詢時指高度重視該天橋的建設規劃，原則是挑選最能平衡各個方面的建設方案。當局會務實地探討不同構想及方案，切實回應社會合理期望，確保項目符合最大公共利益[298]。
  - 政府跨部門旗下的市容美化整潔工作組推動的全城清潔大行動啟動，各單位組成不同小隊“落區”清潔及宣導活動，增強居民及業界的防鼠滅蚊意識，提升城市的美化與整潔水平[299]。
- 4月6日
  - “2025年社區消費大獎賞”活動至今舉行兩星期，經濟及科技發展局公佈至4月5日於監察機制中已發現有131位用戶存在不正常的交易行為，故即時停止有關用戶參與是次活動的資格[300]。
  - 澳門屠宰場股份有限公司公佈2024年董事會營運報告披露，已於2024年第四季完成屠宰生產線的更換工程，包括把牛隻屠宰線由一樓移至地面層，有關區域則建新的豬隻屠宰線等，為沿用數十年的豬／牛生產線作出整體更新和更換工作，保障和提升了屠宰服務的可持續性[301]。
  - 一連三天清明節假期結束，據初步數據截至當晚21時，三日共錄得201多萬人次出入境。旅客方面三日合共有83萬4,000多人次出入境，其中入境旅客數量為40.8萬人次[302]。假期期間，關閘等候免費發財巴或前往旅遊區的公共巴士出現排隊人龍，大三巴牌坊、議事亭前地一帶人流暢旺[303]。
- 4月7日
  - 運輸工務司司長譚偉文主持“優化道路工程協調工作組”第二次工作會議，並聽取“道路工程協調小組”及“道路工程監督小組”兩個小組的工作匯報。譚偉文指出，道路工程為現代社會基礎設施建設的核心組成部分，在施工安全的前提下，各單位須積極透過提前協調、縮減工期及新技術的應用，避免重複開挖，減低工程對巿民生活的影響[304]。
  - 治安警察局公佈清明節三天假期出入境人次統計達201.4萬，日均67.1萬人次，較2024年同期的181.7萬人次，上升10.8%。旅客日均13.6萬人次，同比上升14.7%[305]。
- 4月8日
  - 消防局公佈2025年第一季首季出勤總數較上一年同期跌6.32%，減少891宗；當中火警出勤有215宗，較上一年同期趺15.35%，減少39宗。主要是市民對火警意識明顯上升。另外早前曾發生燃氣洩漏氣爆事件，消防呼籲市民不應輕視燃氣爐具使用過程中潛在風險，時刻保持安全意識。開放入户檢查燃氣爐具的預約截至3月已有20戶主動登記[306]。
  - 友誼大橋上午發生交通意外，一名24歲電單車女司機疑躲避一塊由貨車掉下的木板，失控倒地，致後枕裂傷並送院搶救。涉事60歲貨車司機被警方檢控[307]。
  - 新橋區橋巷石敢當行台附近路邊神龕，供奉的其中三尊神像遭人破壞，澳門司警接手調查，文化局經跟進後確認相關位置並不屬被評定的不動產或緩衝區範圍[308]。
  - 統計暨普查局資料顯示， 2024年12月至2025年2月的整體住宅樓價指數為202.3，較上一期（2024年11月至2025年1月）下跌0.9%，澳門半島（200.3）、路氹區（210.2）分別下跌0.9%及1.2%。現貨住宅指數（222.8）較上一期下跌0.4%，樓花指數（213.8）跌幅為3.8%[309]。
- 4月9日
  - 亞馬喇前地及周邊行人路正在開展美化工程，重整行人路及綠化帶等。該期為第三期工程，預計該年7月完工，包括擴闊及重鋪亞馬喇前地近蘇亞利斯博士大馬路的行人路面，以及嘉樂庇總督大橋兩側的行人路面，鋪砌與周邊環境相符的地磚圖案，圍合小型休息空間供遊客使用，並優化街道的燈飾設施，增添夜間步行氛圍感[310]。
  - 澳門司警破獲兩宗經營賭博之不法匯兌案，拘捕四名31至34歲的中國大陸男子，共扣押27.2萬港元籌碼及現金[311]。
- 4月10日：澳門大學發表2025年澳門宏觀經濟預測，預測2025年澳門本地生產總值的基線增速向下修訂為6.8%，而其他主要經濟變量的基線預測為：服務出口增長6.8%、私人消費支出增長3.8%、通脹率0.7%、整體失業率1.7%、澳門居民失業率2.3%、澳門特區政府名義經常收入1168億元[312]。
- 4月11日
  - 一名女子駕駛電單車並搭載一名小童於當天傍晚錯誤駛進關閘離境車道，治安警察局及澳門海關人員啟動珠澳口岸聯動機制通報拱北邊檢協助，將相關電單車及人士移交回治安警檢控[313]。
  - 澳門金融管理局公佈2025年2月新批核的住宅按揭貸款按月下跌，而新批核商用物業貸款則錄得升幅。在未償還貸款總額方面，住宅按揭貸款及商用物業貸款均按月減少[314]。
  - 統計暨普查局資料顯示，2025年第1季旅遊物價指數按年上升1.15%，主要是首飾及手錶售價和娛樂及消閒費用調升所帶動，而酒店房價下調則抵銷了部分升幅。各大類價格指數中，雜項物品（如：首飾、手錶和工藝品等）和娛樂及文化活動的價格指數按年分別上升15.28%及7.98%，住宿的價格指數則下跌8.47%[315]。
  - “優化道路工程協調工作組”舉行會議，並邀請本地建築業界及工程師業界的團體代表參與，共同就預先預留管線的安排進行討論。運輸工務司司長譚偉文強調，各單位須透過前瞻性的規劃，提早於設計項目圖則階段就一併考慮地下管線的預留安排，爭取日後新建大廈的接駁工程僅限於在項目工地內進行[316]。
- 4月13日：受東北季風相關的沙塵天氣影響，大氣污染物濃度顯著上升，四個空氣監測站達到「嚴重」級別。地球物理氣象局預料澳門空氣質量指數維持於「非常不良至嚴重」級別，同時不排除個別站點有機會達「有害」級別[317]。
- 4月14日
  - 澳門特別行政區第六屆政府行政長官岑浩輝公佈上任後首份《施政報告》，當中現金分享計劃制度將作完善，向每名「合資格」的居民派一萬澳門元[318]。雖然財政收入或未如預期樂觀，但增設育兒津貼鼓勵生育，各援助金包括殘疾金、養老金等都作不同程度的提升，並額外向符合條件的居民公積金個人帳戶注入預算盈餘特別分配7,000元，醫療補貼計劃金額調升至每人700元[319]。
  - 施政報告提出建議與中國大陸和香港三地共建單一自貿區，研究成立政府控股的公司或基金，助力企業、商品、資本「走出去、引進來」，帶動資本投資和貿易往來。特首岑浩輝指融入和服務國家發展大局是澳門特區發展新階段的重要使命，也是保持長期繁榮穩定的關鍵。澳門特區將立足「一中心、一平台、一基地」定位，以「北上、南下、西進、東拓」為策略[320]。
  - 行政長官岑浩輝指出青年就業結構失衡是社會要面對的問題之一，並宣布多項支持青年到大灣區就業創業舉措，包括新增一計劃是向到粵港澳大灣區九市及橫琴粵澳深度合作區就業的合資格的高校畢業青年每月補貼五千元，最長補貼一年半[321]。
  - 對於節假日“打的難”問題，施政報告提出政府會視乎交通需求補充的士數量探討增設網約的士服務的可行性。冀尋求一個既維護的士利益、又滿足旅客搭的需求的「網約車」方案，解決節假日期間搭的難的情況[322]。經濟房屋興建計劃擱置，特首表示會重新研究調整五房屋階梯政策，包括夾心房屋的定位，另繼續推進各規劃分區詳細規劃的編製[323]。基建方面規劃四個重大工作項目，包括澳琴國際教育（大學）城、澳門國際綜合旅遊文化區、澳門珠江西岸國際航空運輸樞紐（港）、澳門科技研發產業園[324]。
- 4月15日
  - 澳門立法會舉行施政報告答問會，對於賭收不似預期，行政長官岑浩輝坦言，經常擔心每月博彩稅收低至150億元，到時便要面對赤字預算，這不是「天方夜譚」。重申財政結構嚴重失衡，稅基單一、狹窄[325]。
  - 為加大對經濟適度多元產業的支持和資金投入力度，攜手社會資本共同加力推進產業發展，特區政府將加快研究設立政府產業基金和科技成果轉化引導基金，計劃年內委託第三方專業機構開展前期調研工作[326]。產業多元發展方面，特首表示政府只能透過創造軟環境，營造良好市場環境，令中小企有發展空間、生存條件[327]。
  - 就業問題及青年失業問題引起多名議員關注，特首岑浩輝表示，細小的澳門未能如同大灣區、深合區提供職業生涯的多樣化，故發放補貼鼓勵青年前往當地就業。他也提及，現正研究綜合培訓平台以應對結構性失業問題[328]。對於六大博企外僱數目在疫後復常後持續增升，特首引數據指出，六大博企在疫後聘請的外僱數量，相較疫前並無大幅增加，反而是略為減少，並強調倘有任何不合理影響到本地僱員就業的，當局定會跟進[329]。
  - 針對人口老化問題，特首表示未來應要認真考慮在何時推行強制性中央公積金，並處理現行社會保障供款金額過低、難以覆蓋給付金額的問題，讓社保給付可持續[330]。在弱勢社群政策上的支援方面，特首表示擬在上半年期望完成“長者消費物價指數”，推動養老金與最低維生指數掛鉤，便利對長者和弱勢社群提供支援[331]。在生育率減少問題方面，特首表示將會委託第三方機構，開展研究增加產假，以及透過社會協調常設委員會，推動開展修改年假工作的研究，另重申特區政府很重視少子化及鼓勵生育，希望完善整個支援政策，能做多少做多少[332]。
  - 大型基建方面，施政報告提出加強澳門都市更新股份有限公司管理，又拓展都市更新的改造模式；特首表示政府透過都更公司和公帑更主動地參與舊樓重建，這方面值得研究[333]。至於澳門國際綜合旅遊文化區、澳門科技研發產業園的選址將於下半年啟動物色選址過程[334]。
  - 澳門立法會採訪和觀眾席安排再起爭議，欲旁聽的一般公眾人士要到另一會議室觀看屏幕直播；同時向每名進場人士包括記者派發《注意事項》，鄭重提醒旁聽者要聽從工作人員指示，遵守會議紀律和秩序，不得以任何方式擾亂會議進行等；另收緊部分「不合作」傳媒採訪安排，拒絕相關人士進入議事大廳採訪拍攝，同時拒絕相關記者在會後對官員採訪，確保官員順利離開[335]。
  - 4月15日為全民國家安全教育日，為期一個月的“全民國家安全教育展”揭幕，行政長官、國家安全委員會主席岑浩輝在開幕禮上致辭時表示，在進一步堅定強大祖國定必會帶領全國人民戰勝一切挑戰和艱難險阻之信心的同時，必須深刻認識總體安全的重要性，堅定不移貫徹總體國家安全觀，進一步推進澳門維護國家安全的體制、機制和法制建設[336]。
  - 澳門出現近15年首次沙塵天氣之際，又在一天之內同時打破有記錄以來、全年最早出現酷熱氣溫以及四月份最乾燥紀錄。地球物理氣象局錄得當天最高氣溫為33度，同時錄得最低相對濕度為20%，分別打破自1952年有記錄以來，最早出現酷熱氣溫、以及4月份的最低相對濕度紀錄[337]。
- 4月16日
  - 河邊新街華富大廈一個行人道上裝飾廊柱於15日在工地倒塌，無造成傷亡。該柱位於市政署河邊新街路面維修重鋪工程圍封範圍內，當局已要求承建商跟進並加固另一柱，並初步判斷有關大廈結構沒即時危險[338]。
  - 治安警察局公佈2025首季違反道路交通法或規章的近19.4萬宗，按年升12.8%；違例泊車個案達171,549宗，升14.5%；涉及行人交通意外增加35%有162宗；的士違例方面增加超過兩倍，主要是的士站無按序候客檢控最多[339]。
- 4月18日
  - 澳門單牌車進出橫琴北上有望年內落實，行政法務司司長張永春出席2025年財政年度行政法務施政方針時表示，先讓在當地居住和就業的車主可駕其單牌車經橫琴進入廣東省[340]。
  - 澳門公務員人數約3.4萬，張司指將一步完善員額控制；行政公職局和市政署將進行重組，其中包括推進《公共地方總規章》檢討修法；各級現職公務員於年內完成宣誓工作；各部門已引入試用AI輔助部分工作[341]。
- 4月18日
  - 澳門戶外表演區將於6月舉行第二場試營運演出，預料最高容納人數為兩萬，另有三項演出已確定並將於7月至10月期間舉行，預計第三季演出可加容納2.5萬至3萬人[342]。
  - 保安司回應澳門立法會議員書面質詢時表示，路環西側防洪（潮）排澇工程第一期的涉水工作將於短期內開展，並指每年都會排查路環西側包括荔枝碗一帶的低窪地區，掌握最新住戶情況，以便執行疏散撤離[343]。
  - 據拱北海關統計，4月17日橫琴口岸聯合一站式車道單日驗放出入境車輛達9,473架次，創單日歷史新高，同比增長51.8%[344]。
- 4月19日
  - 珠澳兩地警方半日內迅速偵破氹仔一酒店125萬港元劫案。五名男子以借錢為由，哄騙“放數佬”上房，毆打對方並搶走現金，對方脫困後報警。案發後12小時內，珠海公安於當地拘捕3人，澳門警方於該酒店拘捕餘下2人，起回部分贓款[345]。
  - 復活節假期疊加周未，超過74萬人次進出澳門，據治安警察局統計入境旅客約16.1萬人次，關閘離境大堂一度在傍晚實施人潮管制措施[346]。
- 4月20日
  - 澳門輕軌氹仔線上午發生供電系統故障，導致多輛行駛中的列車中途停頓、媽閣站至協和醫院站列車服務一度停駛超過兩小時，在鄰近馬會站約有30名乘客一度被困車廂，事後由職員及消防員協助離開車廂返回月台，期間一人感到不適拒絕送院以及另有多人在排角站內的升降機一度被困[347]。
  - 祐漢第二街小販區晚上8時許發生大火，至少波及24個攤位，半數損毀嚴重。不少檔主聞訊而至，有人情緒激動疑不適需登上救護車，有人見所有貨物付諸一炬，欲哭無淚[348]。
- 4月21日
  - 一名33歲本地男商人於4月18日晚上帶同新入職的中國大陸女下屬見客後，以處理“緊急公務”為由將醉酒的女下屬帶返公司强姦，女事主及後反鎖洗手間內報警求救。男商人立即回家帶同家傭返回公司企圖清理犯䅁現場，為到場處理警員拘捕。疑犯更以身體撞傷處理的司警人員[349]。
  - 祐漢小販區於20日晚上發生大火，24檔中其中12檔損毀較嚴重，市政署與受災影響的11檔攤販會面，攤販將全部均獲安置在祐漢小販區其他空置檔繼續經營。市政署重申全澳各區小販必須嚴格遵守防火安全指引，將繼續加強巡查執法，並在短期內執行關閉小販區總電源的防火措施[350][351]。
  - 復活節長假期結束，警方錄得52萬旅客到訪，較上一年同期多超過11萬，且客量恢復至2019年同期約94%[352]。
- 4月22日
  - 政府推出《2025年中小企業銀行貸款利息補貼計劃》，增加中小企業資金流動性和緩解資金壓力[353]。
  - 因應中國大陸勞動節五天連假吸引大批旅客到官也街一帶遊覽，政府跨部門再度推出臨時行人專用區，預計將有13萬至15萬人次旅客居民到訪[354]。
  - 社會工作局早前宣布終止崇專托兒所資助並收回場地設施。崇專托兒所在自己的社交媒體帖文留言表示，法庭已經批准崇專托兒所的保全程序，中止了社工局的決定，托兒所一切如常[355]。
- 4月23日
  - 澳門立法會舉行《2025年財政年度經濟財政範疇施政方針》辯論。司長戴建業表示澳門必須認真研判經濟形勢，審慎應對；「背靠祖國、聯通世界」始終是澳門經濟發展的最大優勢。經濟形勢總體保持穩定，金融體系及公共財政保持穩健，居民失業率維持在較低水平，物價保持平穩[356]。
  - 六大片區改由經濟財政司負責，經財司表示將六個片區變成六個商圈，將會調動六大休閒企業的資源，組織社團做好區內人文化的挖掘，區內的中小企、居民都會參與[357]。至於博企「衛星場」過渡期屆滿在即，經財司表示政府正依法做好相關協調工作和預案措施，拒多說甚麼[358]。有意見倡重開投資移民救樓市鋪市等，經財司表示投資移民實屬治標舉措，應該是要做好營商環境改善的治本措施，自然就有助招商引資，進而解決房地產等諸多問題[359]。
- 4月24日：珠澳兩地警方聯合搗破一個跨境電騙集團，共拘捕18人包括集團主腦。最少26名本地居民被騙合共110萬元。集團組織明細分工，利用店餔偷拍客人證件資料開設電話卡及MPay帳户收取騙款，具高度組織性和隱蔽性。司警仍對䅁件深入追查[360]。
- 4月25日
  - 保安司各主要官員列席《2025保安範疇施政方針》表明，保安範疇在行政長官的領導下，將更加全面貫徹總體國家安全觀，依照「事前預防」、「系統保障」、「全民參與」的工作理念，持續推進澳門維護國家安全體系和能力現代化，堅定維護國家主權、安全、發展利益和澳門社會和諧穩定[361]。
  - 針對學生和冒充學生從事水客活動，司長黃少澤表示，自2024年至2025年第一季澳門海關共截獲42名學生利用學生身份走水，佔水客個案總數不足1%，並已與學校建立通報機制[362]。通關便利方面，橫琴口岸擬於該年10月引入「刷臉」過關，增加“無感通關”，並會增加46條自助通道和6條人工通道以提升通關量[363]。
  - 對於議員詢問當局會否對「假消息」進行「截流」，黃少澤表示，司警局的24小時網巡只會針對明顯的犯罪跡象；若網上言論屬於誹謗、侮辱，要視乎當事人是否追究。至於涉及人工智能的犯罪，本澳有法律亦有法證能力應對[364]。俗稱「太空油」的依托咪酯納入《禁毒法》中受管制物質清單立法工作方面，預計澳門特別行政區行政會於5月2日將討論有關內容，5月中將之提交到澳門立法會並以緊急程序討論[365]。噪音執法方面，治安警察局表示經過警方一輪勸喻及執法檢控後，加上持續巡查，一些公共地方晚上外僱聚集的噪音問題經已大減、變得安靜；家居噪音執法方面相對困難[366]。
  - 統計暨普查局資料顯示，2025年第1季總體（1.9%）及本地居民失業率（2.5%）均較2024年第四季上升0.2個百分點；總體（1.2%）及本地居民就業不足率（1.6%）則同樣下跌0.3個百分點[367]。
- 4月26日：民防架構跨部門舉行水晶魚演習2025年度民防颱風演習，涉及澳門半島、氹仔和路環等多個地點，整個演習歷時4小時15分鐘。保安司司長黃少澤總結時表示，演習過程整體流暢，各項目達到預期效果[368]。
- 4月27日
  - 行政長官岑浩輝率團展開粵港澳大灣區三市訪問，首站到訪珠海市與該中共珠海市委書記陳勇及副書記兼市長吳澤桐會面，就不斷加強澳珠合作、共同推動橫琴粵澳深度合作區第二階段建設等議題深入交流意見[369]。
  - 「機遇澳門」主題採訪活動開展，行政長官岑浩輝在「機遇澳門」主題採訪活動中表示，期望四項重大工程項目建設在八至十年能達到預期目標。其中澳琴國際大學城將於2028年開始營運、澳門國際綜合旅遊文化區擬選址中、澳門科技研發產業園的規劃期望海內外大型企業的研發總部和基地能落戶澳門、澳門珠江西岸國際航空運輸樞紐（港）利用琴澳和自貿區優勢打造珠江西岸國際航空樞紐[370]。行政法務司司長張永春表示，澳琴有關部門正共同謀劃2025年度推進的規則銜接、機制對接重點舉措，涉及民生、經貿、法治和管理等各方面共40餘項[371]。社會文化司司長柯嵐表示，澳門將推動教育、科技、人才良性互動，深化產學研融合，促進經濟適度多元發展[372]。
  - 近日有傳媒拍攝到A2連接橋有建築工人翻越護欄進入行車橋面，公共建設局已派人看守並加強安全管理，保障道路使用者安全；各項目施工期間要求承建單位配備足夠的專巴及其他交通工具接載人員，擬計劃提供專線往來關閘及新城A區各工地的定點路線服務[373]。
- 4月28日
  - 澳門立法會舉行社會文化司領域範疇施政辯論，司長柯嵐介紹應付老齡化的計劃時提及，政府希望在全澳門打造15至20分鐘的社區長者服務圈，內有長者服務機構；亦會在得到社會共識下，探討是否撥出土地予私人興建院舍，這將會是市場化運作；也會在鄰近地區尋找試點院舍，由政府支持長者入住[374]。配合國家進行「體重管理年」三年行動，政府擬在社區衛生中心開設體重管理門診，或命名為「美麗站」[375]。針對“少子化”問題，社文司透露政府將結合在生育、養育、教育三方面著手，希望予年輕人有信心組織家庭及養育好下一代。她透露育兒津貼希望暑假期間開放申請，涵蓋至2022年出生、未滿三歲的幼兒[376]。針對自殺率引起心理健康的問題，社文司提出在身心健康方面，希望大家重視文化和體育的功能，另已與運輸工務司協調，近期可能有條件釋出兩至三幅土地，臨時用於體育場地[377]。
  - 中國大陸五一假期將至，治安警察局預計將有340萬至350萬人次經各口岸出入境，日均68萬至70萬人次，預料5月3日為出入境高峰期。澳門海關表示預計港珠澳大橋澳門口岸車輛通關流量將上升，已就此制定應對措施，包括在出入境車流高峰時段增開車道，做好車流引導和分流安排。交通事務局加密多條巴士路線班次並增設多條臨時巴士路線疏導旅遊區或往返各出入境口岸旅客，澳門輕軌假期期間加密班次和延長服務時間[378]。
- 4月29日
  - 澳門司警在關閘海南花園一個單位破獲一個假冒“微信”或“支付寶”客服電騙設備，拘捕兩名持藍卡的一男一女外僱，搜出八部GOIP設備，合共46名居民被騙合共261萬元。警方相信是由這假客服單位設備連接境外撥打出詐騙電話，正深入追查集團其他在逃人士[379]。
  - 統計暨普查局資料顯示，2025年第1季的隨團入境旅客按年上升9.1%至55萬人次。酒店業場所的可提供客房數目按年減少5.8%至4.4萬間，客房平均入住率上升5.2個百分點至90.1%。住客平均留宿時間維持在1.7晚[380]。
- 4月30日
  - 運輸工務司司長譚偉文出席澳門立法會《2025年財政年度運輸工務範疇施政方針》，都市更新改由運輸工務司負責，將會加大力量，不只大型重建項目，也會推動舊區內需要重建的工作。他指出短期內將會推動紅街市附近、以前郵電局宿舍的樓宇重建[381]。三幅土地可以臨時用於體育活動，分別在新城A區B13地段、南灣湖C8地段及氹仔BT7地段，另外台山社屋原嘉翠麗大廈第二座地段及路環原飛鷹基地的土地將作臨時停車場[382]。
  - 道路重覆開挖引起詬病，司長譚偉文表示得到各間專營公司的合作和業界認同，有信心推動這項措施以營地大街作首個試點，措施落實後，新建樓宇只需開掘對開行人道便可接駁公共管網；至於網約的士方面正著手前期研究，將會按部就班，按照澳門實際情況去考慮[383]。有議員向開工程大戶的政府呻建置業界搵食越來難、難以生存，不過遭運輸工務司司長譚偉文反駁，指相關情況未如其所言般嚴峻，政府工程也會持續、有序推出，一般項目會減少用設計連建造標的[384]。
  - 澳門輕軌最新規劃有新進展，司長譚偉文透露爭取規劃輕軌西線和連接港珠澳大橋澳門邊檢大樓途經外港區至媽閣的全新輕軌路線，另表示有決心令到輕軌電子支付能在最快時間內分階段實施並調整出轉乘優惠[385]。

### 5月
- 5月1日：中國大陸五一連假開始首日，治安警察局錄得17.7萬人次旅客經各口岸訪澳，關閘候車人龍打蛇餅，有旅客指候車逾一小時。中區議事亭前地、大三巴街及牌坊一帶遊覽的旅客漸增，人流擁擠，一度在下午實施人潮及交通管制[386]。
- 5月2日
  - 新城A區至澳門半島第三連接橋（A3橋）發生工業意外，靠近外港客運碼頭工地臨時施工棧橋局部失穩損壞，導致一台施工機械及一名機械操作員墮海，其即時自行上岸受輕傷送院，當局勒令停工調查[387]。
  - 東北大馬路空中走廊工程範圍擴大，按計劃和安排將圍封馬路之間的中央分隔帶、部分行車線及行人路，期間雙向車流至少維持兩線行車，整項工程爭取在2027年6月竣工[388]。
  - 中國大陸五一假期第二天，入境旅客超過21.5萬人次主要經關閘通關，大三巴牌坊一帶和新馬路部分路段一度實施人潮管制措施，由於當地假期與本地工作日重疊，在大量旅客到訪的情況下，導致市民返工返學要與旅客爭搭巴士，導致搭車難和大塞車情況，引起部分市民抱怨[389]。
- 5月3日
  - 五一假期期間入境旅客連續兩日逾廿萬人次，創2019年後單日新高。連日來，大量旅客選乘“發財巴”外，基本乘坐公共巴士到訪各區旅遊景點，導致各區“塞上加塞”，形成長長車龍。部分往返或途經民生區路線更因巴士每每爆滿而影響居民出行[390]。
  - 議事亭前地一帶發生罕見意外，一名5歲持中國護照的中國大陸女童疑從羅結地巷高處墮下受傷，事後在家長陪同下由救護車送院治理。確切起因有待跟進調查[391]。
  - 中國大陸五一假期踏入第三日，大三巴牌坊於下午兩度實施人潮管制，同步實施交通管制，入境旅客方面達20.4萬人次，主要經關閘入境澳門[392]。
- 5月4日
  - 位於關閘的原特警隊大樓清拆工作擴展，工程方案並分四個階段進行，總工期約5.5個月，期間“關閘廣場”巴士站增設臨時分流站供兩條前往路環方向的巴士路線停靠，以及新增一條臨時斑馬線，以便利行人過路[393]。
  - 中國大陸五一假期踏入第四日，各口岸錄得近15萬旅客入境，較5月2日和5月3日最高峰時期有所回落，其中大三巴牌坊一帶下午兩度實施人潮管制措施[394]。
- 5月5日
  - 中國大陸五一假期最後一天，根據警方臨時數據顯示全日入境旅客回落至9萬人次，全澳各口岸共錄得超過370萬人次出入境，當中入境旅客達近85萬人次[395]。
  - 經濟財政司司長戴建業率領澳門特區政府代表團於4月下旬出訪歐洲三國包括法國、摩納哥及盧森堡[396]。
- 5月6日
  - 澳門廉政公署協助香港廉政公署偵破一宗澳門建築公司串謀香港會計企業集團涉嫌製作虛假會計報告，以欺詐香港交易及結算所有限公司（香港交易所）批准其上市申請的案件。據香港廉署公布，相關公司是「華記環球集團控股有限公司」；香港廉署仍未檢控該公司的主席等人，而澳門廉署僅提及曾於2021年搜索涉案公司等，並向多名涉案人員問話[397]。
  - 澳門旅遊局為期五天的中國大陸五一假期錄得總入境旅客約85萬人次，較去年同期上升40.7%，日均旅客達17萬人次，超越2019年水平；酒店平均入住率達94.1%[398][399]。
  - 統計暨普查局資料顯示，2025年第1季末本澳總人口（68.79萬人）按年增加1500人，主要是居澳外地僱員增加所致。第1季新生嬰兒（750名）及死亡人數（637人）按年分別減少106名及4人，結婚登記（717宗）亦減少220宗[400]。
- 5月7日
  - 治安警察局公佈截至當天14時橫琴口岸該年度通關客流量破一千萬人次，日均7.9萬人次出入境，較上一年同期比增加32%。這次是刷新橫琴口岸自2000年通關以來客流破千萬的最快紀錄，較2024年6月22日破千萬記錄提前了46天[401]。
  - 中區社區服務諮詢委員會舉行平常會議，不少委員在議程前發言中關注到澳門旅遊配套問題，提出改善旅遊區分流措施，以及進一步完善巴士安排[402]。
- 5月8日
  - 中共中央港澳工作辦公室主任、國務院港澳事務辦公室主任夏寶龍經橫琴口岸抵達澳門，展開為期六天的考察調研行程。首先前往澳門特別行政區禮賓府會見澳門特別行政區第六屆政府特首及主要官員，轉達黨和國家領導人習近平對澳門同胞的親切問候和真摯關懷，以及中央對新一屆特區政府開局良好的肯定[403]。
  - 澳門特別行政區政府與法國簽署《中華人民共和國澳門特別行政區政府和法蘭西共和國政府有關執行科研合作計劃的協議》。該協議旨在加強雙方在科研領域的交流與合作，促進科技創新和人才培養，是澳門著力打造更高水平對外開放平台的重要進展[404]。
  - 北區社區服務諮詢委員會平常會議議程前發言中，多名委員對4月祐漢新村第二街小販區發生大火事件作出關注，希望進行全面排查，安裝獨立電表、強化小販的安全意識等[405]。
- 5月9日
  - 中共中央港澳工作辦公室主任、國務院港澳事務辦公室主任夏寶龍下午在澳門特別行政區政府總部與多個愛國愛澳社團的代表座談交流。陪同出席的行政法務司司長張永春會後向傳媒表示，夏寶龍主任勉勵愛國愛澳社團應全力支持行政長官和特區政府依法施政，共同為加大推進經濟適度多元發展及橫琴粵澳深度合作區建設貢獻力量[406]。夏寶龍主任上午亦會見特首岑浩輝時表示，行政長官帶領新一屆特區政府管治團隊堅決貫徹落實習近平總書記視察澳門重要講話精神和中央決策部署，開局良好，新一份澳門施政報告體現了勇於擔當作為的精神，內容涵蓋全面，中央給予肯定並全力支持[407]。
  - 經濟及科技發展局公佈截至5月4日，“2025年社區消費大奬賞”大型促消費活動逾4700萬筆交易獲抽獎機會，其中第六周參與抽獎活動的交易筆數較首周時上升約16.3%，活動熱度持續上升。發放電子優惠總額1.8億元，其中1.6億元已被核銷，聯動全澳消費額約6.4億元[408]。
  - 治安警察局公佈港珠澳大橋澳門口岸於當天3時突破一千萬出入境客流量。據統計，該年該口岸日均通關量達7.8萬人次，較上一年同期提升11.1%，相比2024年5月22日達成千萬通關量的時間，提前了13天[409]。
- 5月10日
  - 中央港澳工作辦公室主任、國務院港澳事務辦公室主任夏寶龍開展第三日在澳門考察調研，上午到媽閣廟及澳門海事博物館參觀，瞭解澳門歷史城區的狀況[410]。隨後到媽閣碼頭登上澳門海關消防救援船R-1巡視澳門海域，充分支持和肯定特區政府的工作，表示希望澳門規劃及按照澳門發展需求和目標，用好海域及填海區域，中央會全力支持，希望澳門用好中央政策[411]。下午視察數幅擬發展用地，了解規劃情況[412]；又到石排灣郊野公園內的「澳門大熊貓館」了解熊貓館的設計、養護、熊貓日常生活起居飲食和醫療情況，並勉勵要做好大熊貓的保育工作和推廣教育[413]。
  - 中共中央港澳工作辦公室主任、國務院港澳事務辦公室主任夏寶龍上午於政府長者公寓與一眾老一輩愛國愛澳代表人士飲早茶。有參與茶聚的代表稱，夏寶龍主任強調對澳門的發展充滿信心，期望澳門同胞、各界人士團結合作，繼續全力支持特區政府依法施政，讓澳門社會在“一國兩制”下行穩致遠、再創輝煌[414]。
- 5月11日
  - 中共中央港澳工作辦公室主任、國務院港澳事務辦公室主任夏寶龍展開第四天在澳考察調研，分別到澳門立法會與議員交流並出席座談會，夏寶龍主任充分肯定第七屆立法會的工作，對第七屆立法會及時制定維護國家安全和促進博彩業健康有序發展等重大法律表示讚賞[415]。下午先後參觀考察了青茂口岸；紀念館、劇院等多個文化場所。陪同考察的社會文化司司長柯嵐接受傳媒訪問時表示，夏主任高度關注澳門的文化工作，並為社會文化範疇指明工作方向[416]。
  - 澳門戶外表演區首場商演將於6月15日舉行，由國際知名的電音巨星Alan Walker領銜演出，全部門票一律為站位[417]。
  - 俗稱430的學士學位學歷程度的綜合能力評估開考考試舉行，是次開考共有10355名准考人，出席應考的准考人共有7573人，出席率超過73%，考試過程總體順利，行政公職局指將於6月公佈考試結果[418]。
- 5月12日：中共中央港澳工作辦公室主任、國務院港澳事務辦公室主任夏寶龍展開第五天在澳考察調研，分別與工商界逾二十位代表座談，歷時約兩個多小時：又到澳門旅遊大學考察與師生交流[419]。經濟財政司司長戴建業表示，夏主任高度肯定港澳工商界和企業家在國家發展過程中作出的貢獻，勉勵他們繼續堅定信心，發揮優勢，助力國家建設及港澳經濟發展[420]。
- 5月13日
  - 中共中央港澳工作辦公室主任夏寶龍結束在澳考察調研，特首岑浩輝表明，只要依法健康有序發展，外來企業一定得到特區政府依法的保護、支持。曾批評賭業野蠻擴張的岑浩輝也坦言，未來數年改變不了本澳結構性依賴博彩業的狀況[421]。
  - 特首岑浩輝總結中共中央港澳辦主任夏寶龍的考察調研行程時表示，特區政府將切實履行好治理澳門特區重要職責，積極貫徹落實習近平總書記系列重要講話精神，以夏主任「四點希望」為重要指導，確保夏主任的重要指示落實到位，團結帶領社會各界，推動具有澳門特色「一國兩制」事業高質量發展，並提出七點工作[422]。
  - 澳門立法會舉行全體會議，有議員關注本地居民就業情況，經濟財政司司長戴建業強調政府一直關注本澳居民就業和新業態從業人員的工作情況，並多措並舉予以支援，助居民高質量就業[423]。對於衛星賭場退場問題，有議員提出希望政府以保飯碗為核心，妥善安排衛星場及僱員過渡安排，減低對就業市場、社區營商環境的衝擊，經財司指特區政府已評估及制定預案，倘衛星場因營運變動而導致僱員受影響時，勞工事務局會依法作出跟進，保障僱員合法勞動權益[424]。數字澳門元方面正加快籌建，爭取、初步估計在兩年之內推出發行，另因應反洗黑錢，未來數字澳門元將分匿名和實名帳戶兩大級別供選擇使用[425]。
  - 衛生局表示，新城A區衛生站擬於下半年投入服務 ，將會按照A區入住人口及需求，配置相應人手，若有需要，不排除會增加招聘[426]。
  - 澳廣視啟播41周年，其中91澳視澳門台將有限度落地中國大陸全境；《澳門-MACAU》衛星電視頻道已透過葡萄牙電訊公司電視網路落地葡萄牙，並將相繼拓展到更多葡語國家，部分中文自製節目已進行葡語譯製及播出[427]。
- 5月14日
  - 新一期醫療補貼計劃未有如期推出，澳門立法會舉行全體會議中有議員跟進追問其他議員醫療人資相關口頭質詢時，當中就提到新一期醫療券還未有如以往般五一發放的狀況。社會文化司司長柯嵐未有作任何回應[428]。
  - 橫琴單牌車“北上”有望年內落實，行政法務司司長張永春表示之前存在的一些操作性問題，經與相關部委溝通，基本都已解決，現正進行審批程序。為配合政策落地，當局還需要作一些配套工作，例如修訂單牌車管理辦法、二線通關的信息系統建設等，深合區執委會正就此與相關部門溝通制定實行細則規定等[429]。
  - 運輸工務司司長譚偉文回應離島多幅閒置官地的規劃利用或臨時利用構想，並指氹仔馬場及前海洋世界地段目前先列作土地儲備，氹仔「原車胎公園」中的BT11及BT12兩地會合併發展做一個休憩公園及地下停車場，兩幅位於松樹尾地段將用作交通綜合設施，南灣A3及A4兩地段將作臨時停車設施[430]。
  - 新城A區建築工人交通專線計劃正式試行，為期一個月，往返新城A區兩個上落點至關閘[431]。
- 5月15日
  - 經濟財政司辦公室顧問及橫琴粵澳深度合作區執行委員會副主任蘇崑突然提出辭去以上職務，而政府公報於2天前才對外公布其顧問續期的消息。政府雖說蘇崑以個人原因辭職，但社會上出現一些猜測[432]。
  - 統計暨普查局資料顯示，2025年第1季完成繳納印花稅程序的樓宇單位及停車位買賣共1348個，總值53.3億元，較2024年第4季分別下跌1.5%及28.4%。整體住宅單位每平方米實用面積平均價格（71859元）錄得5.5%的按季跌幅；季內獲發使用准照的住宅單位共212個[433]。
  - 澳門大橋22套定點超速偵測系統、4套區間超速偵測系統自5月16日0時起投入運作，以打擊違規超速的行為[434]。
  - 2025年“全民國家安全教育展”結束。觀展人次再創新高，累計65010人次入場，較2024年增加逾4000人次。展覽專題網站的瀏覽次數也錄得超過153410次[435]。
  - A區通勤專車正式試行為期一個月，由承建商安排專巴在上下班時段定點接載建築工人往返新城A區及關閘，工人須持通勤卡乘車。不少建築工人乘搭後，滿意專巴措施，認為方便快捷，可節省約二十分鐘通勤時間，希望該措施能持續推行[436]。
- 5月16日
  - 署假即將迎來「挖路旺季」，政府宣布有8宗已有多個單位合併施工的大型道路工程在此期間分階段動工。同期具條件開工大大小小道路工程共約120宗，當局將因應實際情況擇機逐步開展，具體開挖宗數未定[437]。至於營地大街預留管線試點項目工程預計該年第四季動工，工程除為四幢新建大廈接駁街渠工程外，預計可為周邊不少於五個待發展地段一併預留管道，讓其日後毋須再封大街開挖[438]。
  - 澳門衛生局公佈2025第一季自殺死亡監測結果顯示，錄得13男5女共18宗自殺死亡個案，年齡介乎29至72歲；較上一季減少7宗，亦較2024年同期減少4宗；18宗個案中澳門人口有16宗佔88.9%，外地旅客有2宗佔11.1%。根據資料分析，本季自殺死亡的原因主要與賭博或財政問題、精神病，以及慢性或生理疾病有關[439]。
  - 社會工作局舉行「關懷身邊人、齊做“生命守門人”交流會」，共有三十多名來自社服機構及相關公共部門代表出席。局長韓衛指對於預防自殺，特區政府從來都高度關注，特別是近日以來發生較多自殺個案，政府認為有急切需要結合民間力量，一同正視和面對相關問題[440]。
  - 政府舉行兩場面向社團的“完善現金分享制度意見徵集會”，經濟財政司司長戴建業及社會文化司司長柯嵐分別主持兩場會議，聯同兩司轄下官員聽取社會各界代表的意見及建議，期望集思廣益，以制訂出兼顧普惠性與可持續性的方案[441]。
- 5月17日
  - 一名31歲報稱任職網約車司機的馬來西亞籍女子收受詐騙集團折合約9,300澳門元報酬，協助詐騙集團將多台GOIP設備帶入澳門，並在中區某酒店房間設置窩點，實施“支付平台保費續保”詐騙。澳門司警根據近日接獲的報案跟進調查，鎖定窩點位置後，於前日採取行動，當場截獲相關女子及起出8部GOIP設備，警方相信涉及該窩點的騙案高達38宗，總金額超過140萬澳門元[442]。
  - 一艘香港前往澳門的噴射飛航雙體船開出後約20分鐘因機件故障需折返香港港澳碼頭。但船隻泊岸時疑動力不足，於碼頭發生擦碰失控撞向岸邊石壆，導致船頭受損，事件中無人受傷。船上逾200名乘客安排乘坐另一航班前往澳門，船公司宣佈鑑於船隻緊急維修需要，翌日起將有5個航班需要取消[443]。
- 5月18日
  - 渡船街雅佳茶餐廳下午發生火警，餐廳抽油煙機濾化油漬機著火。大量濃煙冒出街外，十名食客自行疏散，其中一名三歲中國大陸男童腿部二級灼傷。消防到場射水將火撲熄，火警懷疑廚房煮食時搶火引致[444]。
  - 首屆 “亞太企業年會博覽會” 於深圳市舉行，澳門獲選為 “年會最佳目的地”[445]。
  - 勞工事務局回覆澳門立法會議員關於黑工問題的書面質詢時表示，特區政府持續透過跨部門協作及夜間巡查打擊黑工，截至2025年3月共處罰738人次，罰款總額達712.5萬元，並廢止10個外僱許可[446]。
- 5月19日
  - 澳門立法會舉行全體會議，直選議員李靜儀議程前發言中反映，社會期望當局檢視“2025年社區消費大奬賞”活動成效；間選議員葉兆佳則建議發展“票根經濟”，推出「演唱會門票引流優惠」政策，促進社區經濟[447]。直選議員林宇滔促請有關當局摒棄針對“自殺問題”的鴕鳥政策，更新採取多項措施，包括：主動制訂專業客觀的機制，及時合理向傳媒公布自殺個案的關鍵資訊，以及繼續在專業刊物或統計中提供原始數據，並提供適當的防治及求助資訊等[448]。
  - 政府公報刊登年度財政預算盈餘特別分配款項之行政長官批示，即注資入合資格澳門居民央積金帳戶、長者可直接提取使用的7,000元，正式依法落實生效[449]。特首岑浩輝已就2026年度特區政府的財政預算案編製發指示和日程安排，當中未有就部門預算開支特別設限，而以往的「須審慎評估各項預算開支的必要性及合理性」也沒再提[450]。
  - 保安司司長辦公室網站的「警鐘長鳴」欄目顯示，一名退休一等警員和兩名一等警員涉及假聘用外地僱員案件，保安司已批示對三人處以撤職處分[451]。
- 5月20日
  - 2025年澳門立法會選舉即將在9月舉行，選管會表示暫未收到任何交表，呼籲有意者盡早行動[452]。
  - 2025年度醫療補貼計劃補貼金額調升至700澳門元，使用期限由該年6月1日起至2027年5月31日，總補貼金額約為5.2億元[453]。
  - 管制俗稱“太空油”等新型毒品的《修改第17/2009號法律〈禁止不法生產、販賣和吸食麻醉藥品及精神藥物〉》法律草案以緊急程序提交至澳門立法會審議[454]。
  - 近日有騙徒假冒治安警察局向市民發送交通違例罰款短訊，一名市民墮入騙局，致信用卡資料被盜損失12,000元[455]。
- 5月21日
  - 統計暨普查局資料顯示，2025年4月入境旅客共3092791人次，按年上升18.9%[456]。
  - 教育及青年發展局擬推出中學生涯規劃藍圖計劃，將生涯規劃前移至初中階段，助力升學與就業規劃[457]。
- 5月22日
  - 澳門立法會第一常設委員會舉行會議，就政府送交的《道路交通法》法案新工作文本與政府代表展開討論。該法案新工作中，將原有的建議引入扣分制改為道路交通違法記分制，當駕駛者的交通違法行為累積達十八分或以上，其駕駛執照或相關證明文件將被註銷或失效，未達記分上限者 ，可以透過自願兼自費修讀駕駛進修課程，扣減分數[458]。
  - 養老保障機制跨部門策導小組及康復服務十年規劃跨部門策導小組舉行第一次聯合會議，長者服務十年行動計劃和康復服務十年規劃的工作取得了良好的成果。截至2025年3月31日，整體完成率已分別達至97.7%及98.6%[459]。
  - 澳門立法會公共財政事務跟進委員會留意到輕軌東線的預算增加7.3億元，工程的完成也再延至2031年，委員會要求政府提交補充說明[460]。
- 5月23日
  - 澳門立法會第一常設委員會討論修改《道路交通法》法案，建議把現行交通事故的「逃避責任」罪，分開為「逃避刑事責任」和「逃避民事責任」，前者維持公眾，後者則改為半公罪，相關建議刑幅上限也下調[461]。超速處罰由現行的兩級改為三級，且針對駕重型汽車車速超最高限速每小時二十公里以下，或駕非重型汽車車速超最高限速每小時三十公里以下的輕微超速累犯者，不再設有禁止駕駛處分[462]。
  - 統計暨普查局資料顯示，2025年4月綜合消費物價指數按年上升0.23%，按月回升0.16%；至該年4月為止的十二個月，綜合消費物價平均指數較一年前同期（2023年5月至2024年4月）上升0.42%[463]。
- 特首岑浩輝出席外國駐港澳總領事代表團招待會上致辭時表示，澳門始終致力於搭建國際合作平台，並將進一步打造高水平對外開放平台和中西文明交流互鑑的重要窗口[464]。
  - 氹仔市政街市20個輕食文創及咖啡茶座攤位公開競投截標，共收到437份標書[465]。
- 5月24日
  - 關閘及新馬路先後發生兩宗交通意外。一輛泥頭車與電單車在關閘總站相撞，50歲本地電單車男司機疑左邊超車時受傷；另外一輛巴士在新馬路新東方商務賓館撞倒亂過馬路的35歲中國大陸持往來港澳通行證的女途人，警告經查傷者者未使用行人過路設施横過馬路，已檢控傷者及另一亂過馬路的友人[466]。由於事發地點為交通黑點，過往曾發生多宗行人亂過馬路引起的交通意外，有中區社諮委委員建議於交通意外風險高及事故頻密的區域，加強醒目的標識及指引[467]。
  - 沙欄仔斜路一唐樓發生火警，消防和警方接報到場發現四樓某單位起火，隨即開喉將火救熄。經調查，消防懷疑單位內兩名男童曾經玩火，有人遺留火種引致火警，期間一名9歲男童受輕傷送院[468]。
  - 公共建設局表示輕軌東線土建工程正在推進，預計於2028年首季完工，土建工程完成後會進行行車系統的安裝及測試，仍朝著2029年下半年具備通車條件的目標邁進。列車系統方面，由於部分工作會在通車之後繼續執行，故財務上亦需預留至2031年[469]。
- 5月25日
  - 市政署回覆澳門立法會議員書面質詢時表示，已規劃在氹仔沙崗市政墳場分三期加建新骨灰樓，將可提供逾一萬個骨灰箱位。工程處於評標判給階段，署方預計該年第三季動工，首期可在2026年上半年啟用[470]。
  - 特首岑浩輝出席澳門大學2025年畢業典禮上致辭表示，澳門特區政府始終堅持“教育興澳，人才建澳”的施政理念，統籌推進教育、科技、人才一體化發展，有序打造澳琴國際教育（大學）城，加快打造國際高端人才集聚高地，致力發揮澳門所長，更好服務國家所需，在融入國家發展大局中為青年一代成長成才創造更好環境[471]。
  - 一名60多歲貨車男司機於當天下午在雅廉訪大馬路一帶違泊時被治安警察局交通警員截查，突然亮出一枝金屬油壓桿威脅並駕駛貨車離䦕。警員駕車追至羅神父街口將之截停，男司機激動下車用金屬油壓桿襲擊警員，附近休班警員和市民合力將之制服，涉事警員受輕傷及警用裝備毁損。男子被控涉嫌加重傷害，抗拒及脅迫和不合理持有武器移送檢察院處理[472]。
- 5月26日
  - 地球物理氣象局預測周中澳門將會先迎來「龍舟水」，有西南季風爆發加上低壓糟，帶來雷雨天氣[473]。
  - 社會文化司邀請30位社會服務團體的代表出席“關顧民生福祉”社服交流會，共同探討和交流包括鼓勵生育、支援弱勢社群等民生議題[474]。
- 5月27日
  - 運輸工務司連同工務部門領導與六個建築業界團體下設的建築業發展關注小組代表召開會議，就優化公共工程招標及助力青年人投身建築行業等交流和聽取意見[475]。
  - 評級機構穆迪公佈維持澳門特區的“Aa3”長期發行人信貸評級[476]。
  - 5月25日雅廉訪大馬路附近發生貨車司機襲警事件，涉事司機被控同時實施 “加重侮辱罪”、“毀損罪”、“抗拒及脅迫罪”、“不合理持有武器及其他工具罪”等行為，決定對嫌犯採用提供擔保金、定期報到及禁止離境的強制措施[477]。
  - 治安警察局於5月21日在九澳一個廢品回收場查獲越南籍黑工及過界中國大陸外僱合共三人，拘控一名涉案僱主；行動期間多名疑犯一度逃跑最終被截獲，有人承認經偷渡入境澳門[478]。
- 5月28日
  - 保安司司長黃少澤表示，對於5月25日發生的貨車司機襲警案形容是非常惡劣的案件，至於網上有言論支持該司機，他提醒這是支持和讚賞犯罪亦屬於犯罪[479]。黃司證實有團體曾預告5月1日當日舉行遊行，但與警方交流後自行放棄，他表示警方沒有向對方施壓，並強調集會、示威是應該受到保護的公民合法權益，但不能衝擊公共利益[480]。
  - 保安司公佈2025年第一季罪案統計及執法工作數據，共開立刑事專案調查案件3289宗，較2024年同期減少260宗，下降7.3%。其中，詐騙、電腦犯罪等開始出現下降趨勢。4月份曾接報涉及人工智能（AI）深偽技術的詐騙案件，高度重視相關犯罪趨勢，將持續從預防、挽回、打擊三方面入手，竭力遏止各類詐騙犯罪[481]。
  - 行政長官批示設立“促進就業協調工作組”（下稱“工作組”），由經濟財政司司長擔任組長，統籌協調跨部門資源，全面推動本地居民就業保障工作[482]。　
  - 澳門立法會第一常設委員會開會續審議《道路交通法》法案新文本，因應引入「記分制」之修改，政府在新《道路交通法》法案新文本建議增設「妨礙記分公正」處罰，適用凡涉輕微違反和行政違法駕駛行為之記分「頂包」或相關教唆促成，可罰款12,000元至24,000元[483]。
  - 澳門輕軌公佈2024年總載客量錄得約537萬人次，按年增加117%，帶動票務收入有2,700多萬元。財務狀況以政府財政援助為主總收入有7.7億元，按年減少0.5%即350萬元[484]。
- 5月29日
  - 現金分享計劃於7月15日發放，居民在同時符合身份條件及在澳條件的情況下才可獲現金分享，在澳條件的要求是指在2024年全年身處澳門至少183日，領取殘疾金、殘疾津貼、未滿22歲且父或母一方具備資格領取之人士可獲豁免；因八種理由身處外地視作身處澳門包括外地升學、於橫琴生活的澳門居民、履行公務等，可申請將相關期間計入在澳期間[485]。
  - 現金分享計劃惹爭議，行政會發言人張永春表示，政府重視和研究不同意見，包括社交媒體的意見和建議。至於新增在澳至少183天的發放條件，張永春提出，不只沒有違反「現金分享」的初衷，反而更加切合原意，節省的開支將會用於最需要的群體和行業[486]。
  - 澳門特別行政區行政會完成討論《修改第34/2023號行政法規〈輕型出租汽車客運准照的公開競投程序〉》行政法規草案。新的法規簡化程序，減少形式要求，合理劃分審核投標者資格文件階段及標書階段，以提升開標會議的效率及接納更多標書，從而更好地保障公共利益[487]。
- 5月30日
  - “促進就業協調工作組”召開首次會議，經財司司長兼組長戴建業表示，促進就業是當前本澳經濟工作的一項重點任務，為此，工作組需要更深入、更精準及科學地分析本地勞動市場狀況，科學研判人力資源趨勢，因應就業市場的變化，適時作出政策調整和優化[488]。
  - 統計暨普查局公佈2025年2月至4月總體（1.9%）及本地居民失業率（2.5%）均與上一期（2025年1月至3月）數字相同[489]。
  - 一架旅遊巴於晚上7時許駛至氹仔蓮花海濱大馬路突然冒煙著火燃燒，火勢猛烈。消防員到場拖喉將火撲熄，無人受傷，初步懷疑機件故障引致[490]。
  - 由信德中旅營運的外港客運碼頭往返媽閣碼頭的海上遊航線開通，船公司推出優惠於開航首兩周開放免費試坐[491]。
- 5月31日
  - 澳門國際龍舟賽三日賽事結束，澳門體育局表示觀眾連同周邊的嘉年華活動錄得近六萬人次參與[492]。
  - “促進就業協調工作組”應對本地勞動市場及就業情況，勞工事務局表示局方透過跨部門機制目前收集逾三百個職位空缺，涵蓋文職、專業技術輔助、建築類等，當中銀行業的工種薪酬不低於12,000元；局方將於短期內優先完成相關配對工作，並會檢視成效是否理想[493]。

### 6月
- 6月1日
  - 博彩監察協調局公布5月份幸運博彩毛收入為近212億元，較4月多超過23億元，增幅為12%。較2024年同期多超過10億元，增幅達5%，恢復疫情前2019年的82%[494]。
  - 「2025年社區消費大獎賞」活動結束，居民和商戶普遍都不捨，期望政府日後多舉辦同類活動，並提高中獎機率和金額[495]。
- 6月2日
  - 澳門旅遊局局長文綺華透露，首月共有7,700多名到香港的國際旅客領取使用有關免費優惠直通巴士車票，涉及金額約200多萬元；另有近3萬人次訪港國際旅客領取免費赴澳船票；首四個月訪澳旅客有1,295萬人次，國際旅客佔7%[496]。
  - 端午節假期最後一天，治安警資料指各口岸共622,900多人次出入境，當中入境旅客約8.68萬人次，三日連假共有39.4萬多人次旅客訪澳[497]。
  - 澳門通宣佈第一代個人長者卡及殘疾卡於8月1日起失效，並於6月2日至7月31日期間推出第一代長者卡及殘疾卡用戶免費換卡計劃[498]。
- 6月3日
  - 澳門特別行政區行政會完成討論《育兒津貼計劃》行政法規草案，於7月15日起生效，受益幼兒的父或母最早可於法案生效後翌日申請，將可每年獲發18,000澳門元。行政會發言人張永春表明，這項新的臨時津貼希望幫補有嬰幼兒家庭的經濟，也希望促進人口增長，但不是三年後就停止這項津貼，政府將會經過分析加以完善[499]。
  - 政府提出修改預算案，將全年賭收估算下調至2,280億元，即平均每月賭收估算下調至190億元。而全年一般綜合預算的開支總額調升至1,162億元，涉及弱勢群體津貼、澳門大學橫琴粵澳深度合作區校區建設、科技研發投入[500]。
  - 2025年澳門立法會選舉組織提名委員會確認申請期限截止在即，分別有多個參選團體向選管會遞交提名委員會名單，包括參加直選的群力促進會、澳門創建民心力量、傳新力量、美好家園聯盟、新希望，以及參加間選的社會服務教育促進會[501]。
- 6月4日
  - 六四事件36周年，議事亭前地自2020年起再無紀念活動，由於下雨關係人流顯著減少，警方在噴水池至板樟堂一帶加強巡邏[502]。
  - 澳門立法會第一常設委員會繼續就《道路交通法》法案進行討論，部份違法罰款，如一般公共道路慢駛、巴士站(前後十米範圍內)泊車等罰款金額將上調，前者為600元，後者為900元。另新增將停泊在合法區的電單車移至禁止泊車區域者，建議處罰1,500元，以清晰有關規定[503]。
  - “位於鄰近路環九澳高頂馬路及業興大馬路之土地”用作澳門城市大學新校舍的土地擬在城規會討論，收集意見期至6月18日[504]。
- 6月5日
  - 立法會第一常設委員會繼續進行討論修改《道路交通法》法案，除輕型汽車司機及前排乘客需要佩戴安全帶，新增重型汽車前排乘客(包括司機)也需要佩戴安全帶，違者將罰款300澳門元[505]。
  - 《澳門環境狀況報告2024》公佈，報告提及，國家正在推進「無廢城市」建設，澳門亦可參考其中成功案例，大力推進廢物減量化、資源化和無害化，共建「無廢灣區」[506]。
- 6月6日
  - 2025年澳門立法會選舉提名期結束，選管會確定不會多於9個參選組別競逐14個直選議席，譜寫歷來最少候選組別等多項澳門特區立法會選舉紀錄[507]。
  - 衛星場退場在即，房地產聯合商會會長吳在權認為，倘如期落實退場，影響必然非常大，澳門經濟下滑會繼續，屆時房地產市道的影響自是不言而喻[508]。
  - 統計暨普查局資料顯示，2025年2月至4月的整體住宅樓價指數為203.6，較上一期（2025年1月至3月）上升0.6%，升幅主要是1月份的樓花單位成交數目多且均價偏低，令上一期的指數基數較低所致，而現貨指數（221.4）下跌0.1%，樓花指數（214.6）升幅為2.6%[509]。
  - 修改《道路交通法》法案繼續進行討論，討論集中於行人通行部分，行人橫過馬路時，明晰尤其禁止操作或觀看流動電話、影視設備或類似設備，違者將被罰款300元。另外，亦明晰輪椅僅供個人使用，不能載人，違者亦有相應罰則[510]。
  - 澳門流動網路3G服務已退場[511]。
- 6月7日
  - 韓國男歌手權志龍在銀河綜藝館舉行世界巡迴演唱會分站期間，網上流傳有警員進場捉“黑工”。治安警察局證實於當天上午聯同勞工事務局在該演唱會的紀念品售賣區對相關的本地及非本地活動工作人員查核身份，期間共調查96名非本地工作人員身份，另將2名相關負責人帶返警局作進一步調查。對於網上流傳有“黃牛”報復主辦單位報警捉“黃牛”後作出報復，當局重申，有關事件仍在跟進調查，倘存在違法情況，將依法處理[512]。
  - 內港7A碼頭疑發生奪命工業意外，本地貨車男司機疑綁貨期間疑不慎墮海，經送院搶救無效死亡。勞工局高度關注事件，對死者家屬致以深切慰問[513]。
  - 治安警察局公佈全澳各口岸截至7日14時全澳出入境總人次突破一億，較2024年提前18天[514]。
- 6月8日
  - 氹仔東北馬路與高勵雅馬路間有政府回收土地，有澳門立法會議員建議政府考慮利用其建設公園設施以滿足區內居民需求，但土地工務局回應時指有關土地暫時沒有具體發展計劃[515]。
  - 澳門廉政公署收到五十多宗關於立法會選舉的投訴、舉報，當中有十七宗具條件開立卷宗。有一宗是廉署義工懷疑家屬賄選，涉及社團派發新春利是，由於新年與提名期的開始之間存在一段時間，故廉署排除賄選的可能[516]。對於崇專托兒所的投訴正調查當局有否行政失當，至於原深合區副主任蘇崑是否受澳廉署調查沒任何評論[517][518]。
- 6月9日
  - 澳門11間「衛星賭場」將在年底前結束。當中澳娛綜合考慮收購十六浦娛樂場及澳門凱旋門娛樂場所在酒店的業權，並申請在「衛星場」結束經營後以「直營場」的方式經營。新濠博亞娛樂將申請透過聘請管理公司的方式經營金龍、內港及新麗華三間「摩卡娛樂場」[519]。
  - 「衛星場」約有5,600名員工，政府要求三間博彩承批公司必須確保由其派駐的僱員可以持續就業，而「衛星場」場主亦有責任妥善安排其聘用的本地員工。至於受「衛星場」較直接影響的周邊商戶，官員認為今次的轉型既是「挑戰」也是「機遇」[520]。政府相信「衛星場」全在年底前結束後，不會對整體賭收帶來實質的負面影響。至於「衛星場」向銀行的借貸，由於只佔銀行業的總貸款比率不足百分之一，且有物業作抵押，不會產生系統性風險[521]。
  - 韓國歌手權志龍演唱會被巡查事件，勞工事務局及治安警察局發表聯合聲明指對於有傳言指演唱會中非本澳居民參與義工不屬違法，嚴正聲明澄清企圖以義工規避工作許可屬違法[522]。
  - 2025年澳門立法會選舉直選組別「基層互助」提名委員會參選的黃偉民暫無法入閘，其提交395個提名簽名有近四成半無效，僅222個合資格。他必須在五天內補足多至少78個合資格提名才能繼續參選[523]。
  - 政府公報刊登「關於為作出公共道路泊車位的經營批給而進行公開競投」的行政長官批示，有關公開競投自公布日起生效，推行泊車咪錶不再接受現金投幣支付、只可電子支付的舉措[524]。
- 6月10日
  - 銀河綜藝館韓星演唱會涉嫌僱用大量黑工案，警方經調查後，證實當中68人（17男51女）涉非法工作，年齡介乎20幾至30幾歲，其中60人為在澳就讀高校的中國大陸學生，行動中揭發一名任職酒店的男外僱涉及過界工作。警方以僱用黑工罪，拘控3名來自中國大陸的女負責人，案件移送檢察院偵辦[525]。
  - 11間衛星賭場將在年底退場，周邊商舖的經營狀況備受社會關注[526]。有現職員工對前景感彷徨，希望所屬公司和政府能給條穩當路[527]。
- 6月11日
  - 《2024澳門廉政公署工作報告》刊登於《澳門特別行政區公報》。2024年，廉署共立案293宗，反貪及行政申訴分別立案113宗及147宗，另應境外執法機關請求開立協查個案33宗，不具立案條件而歸檔或轉介予權限部門跟進的有393宗[528]。
  - 檢察官委員會主席陳子勁（檢察長）簽署的檢察官委員會通告對原任助理檢察長的嫌疑人江志科處撤職處分[529]。
  - 受熱帶氣旋蝴蝶影響，地球物理氣象局於上午6時發出一號風球，受一道高壓脊共同影響，跨海大橋出現間中達6級大風，又預計12日日間改發三號風球機會為中等[530]。
  - 澳門立法會細則性通過《家事案件調解制度》法案及以緊急程序細則性通過管制俗稱“太空油”毒品的《修改第17/2009號法律〈禁止不法生產、販賣和吸食麻醉藥品及精神藥物〉》法案[531]
- 6月12日
  - 澳門司警搗破一間位於北區的非法麻雀館，拘捕負責人和打牌人士合共十三人，包括一名職業為建築工人的黃姓負責人，案件已移交檢察院偵辦。消息指，被捕的黃姓負責人為近日積極爭取提名參選立法會選舉的扎鐵工會會長黃偉民[532]。
  - 受熱帶氣旋「蝴蝶」與高壓脊系統共同影響下，地球物理氣象局一度在當天日間發出三號風球共12小時，隨著高壓系統減弱讓風力有所緩和，氣象局於黃昏改發一號風球，但預測13日晚間至14日初時再度發出三號風球機率為中等至較高[533]。
  - 3G退場退網造成部分居民手提電話用戶無網可用、無法通話，有電訊營運商門市昨仍有排隊查詢處理的長龍。郵電局稱持續關注事件，已要求和督促營運商對旗下客戶做好過渡支援，估計是次約有三千多名用戶受影響，預期再過多幾天營運商就處理完大部分受影響個案[534]。
- 6月13日
  - 澳門廉政公署揭發2025年澳門立法會選舉首宗賄選案，拘至少五人涉嫌行賄他人簽提名，正集中力量追查其他潛在涉案人士。有傳媒報道，涉案者包括負責代替捲入開非法麻雀檔案的黃偉民去補交「基層互助」提名之人，並因相關調查而無法前往補交提名，入閘失敗[535]。
  - 政府沒按「社會保障制度給付恆常調整機制」來調升養老金。社保基金代主席陳寶雲表示，由於五年沒有調升，大家的訴求比較大，社保基金今次參考綜合物價指數的參數後提出調升[536]。
- 6月14日：一名74歲男子於13日下午於南灣區住所與結婚五十年的71歲妻子發生爭執，雙方初則口角繼而動武，男子以斬骨刀劈向妻子，導致其身上至少16處刀傷。糾纏間，男子頭部亦多處受傷。女兒回家時發現兩人倒卧血泊中，隨即報警求助，最終妻子傷重不治[537]。
- 6月15日
  - 澳門大學舉行2025年榮譽學位頒授典禮，向國際著名光學專家、北京大學校長龔旗煌院士頒授澳大榮譽博士學位，特首兼澳大校監岑浩輝主持[538]。隨後接受傳媒訪問，強調“穩就業”是特區政府施政方針中優先考慮的政策，早前已設立“促進就業協調工作組”，統籌協調跨部門資源，全面推動本地居民就業保障工作[539]。
  - 特首岑浩輝表示，從外地的文章知道每年來自「衛星場」的賭收約100億元，「衛星場」的結束對生產總值的影響不會很大[540]。對於出現大型演唱會非法黑工案和“黃牛”問題，特首表示政府部門會嚴格處理非法工作的問題，亦會對「黃牛票」嚴格執法[541]。
  - 對於新的「現金分享計劃」措施受到一些居民的非議，特首強調調整有社會共識，政府經過綜合考慮後才推出措施。他提及社會福利政策、社會支援定要建立在可持續、穩健的基礎之上，否則，「高福利主義」遇上經濟環境轉差、政府被迫大幅下調福利時，社會付出的代價將會更大[542]。
  - 隨著熱帶氣旋蝴蝶遠離，地球物理氣象局取消所有風球，風暴影響期間訊號生效時長為105小時30分，為自1968年有記錄以來信號生效持續時間第四長的熱帶氣旋，更加是首次在未有發出八號風球情況下，需要兩度發出三號風球[543]。
- 6月16日
  - 2025年澳門立法會選舉初步確認名單公佈，由「澳門隊長」黃偉民率隊的「基層互助」因未於限期前補交足提名等，決定依法拒絕該提名委員會組成[544]。對於只有八個提名委員會入閘為歷屆最少，選委會表示只謂會著眼下階段選務工作，即第二閘、修法完善後的「國安」資格審查，並強調會創造最好的條件讓選民去投票選出愛國愛澳的有能之士[545]。
  - 扎鐵工會會長黃偉民中午驚傳在氹仔一間兩層高鐵皮屋頂上企跳。大批警員消防員接報到場處理，張開救生氣墊戒備，經過多時擾攘和勸喻，最終在傍晚返回安全位置[546]。
- 6月17日
  - 衛星場過渡期屆滿安排公佈後，勞工事務局已接觸七成相關僱員進行過渡和轉職安排[547]。
  - 參選入閘失敗、官非纏身的「澳門隊長」黃偉民現身喊冤，自言自己沒有錢去賄選取提名，並透露此前補交參選提名期失聯，是遭警廉連續拘留，有感此趟是有人不希望他參選[548]。
  - 澳門世界遺產展示館被指未有依法申請規劃條件圖，相關法定程序涉及草案公示、意見收集及城規會討論。澳門文化局局長梁惠敏表示，文化局已向工務局取得「規劃意見」[549]。
  - 受高空擾動及西南氣流影響，地球物理氣象局一度在上午發出黃色及紅色暴雨警告信號，當中以澳門半島及路環以南雨勢最為明顯，多個站點錄得最大一小時滾動累積雨量接近50毫米，其中最高為49.4毫米[550]。
- 6月18日
  - 《2025年度現金分享計劃》開展“聲請發放”申請，截至當天18時，“一戶通＂和現金分享計劃專門櫃枱分別收到逾3720及1180宗申請[551]。
  - 澳門立法會公共財政事務跟進委員會跟進《二○二五財政年度第一季度投資計劃預算執行報告》，截至第一季的實際開支超過四十五億元，預算執行率超過二成二，預算使用率為八成一[552]。
  - 2023年經濟房屋申請的確定排序名單及被取消申請資格的名單公布[553]。
- 6月19日
  - 開放民航市場不再專營的《民航活動法》法案獲澳門立法會細則性通過，將於2026年2月1日起生效，但政府未有提何時開展新民航客運牌照競投，只重申會在具條件時逐步去加[554]。《旅行社業務及導遊職業法》法案同樣獲立法會細則性通過，將於2026年2月1日起生效，規定在缺乏精通特定外語的本地導遊或該等導遊不足時，可根據外僱法申聘具適當資格的非居民擔任導遊，以配合市場需求[555]。
  - 立法會土地及公共批給事務跟進委員會跟進「土地臨時使用」情況，其中新城A區「B13」土地建設十一人足球場，位於蓮峰體育中心原狗場地段的市民運動公園將於短期內公開招標；南灣湖及氹仔兩地段將建「自由波地」[556]。
  - 立法會二常會分析及討論《修改〈2025年財政年度預算案〉》法案，財政盈餘下調至2.9億元[557]。
- 6月20日
  - 市政署公布主要供應給政府部門及商業機構的兩批次「澳純」桶裝水屬「不合格」水平，大腸菌群、銅綠假單胞菌含量超標，兩批次生產日期分別為5月7日及21日，同時對生產商採取預防措施，要求下架及回收涉事水產品[558]。
  - 青洲一間蔬菜批發店涉嫌收受利益虛假聘用四名中國大陸外僱，其中兩人更假聘長達二十年，終被當局揭發。警方拘捕批發店一雙七十歲兄弟負責人、及四名假外僱[559]。
  - 全球領先的清真旅遊機構“新月評等”(CrescentRating)與萬事達卡公司公布2025年“全球穆斯林旅遊指數”（Global Muslim Travel Index），澳門首度榜上有名[560]。
- 6月21日
  - 行政長官岑浩輝聯同部分主要官員視察北區，分別走訪沙梨頭街市及青洲坊、筷子基社區，實地了解民生經濟與商戶經營狀況[561]。特首表示原蓮峰體育中心地段維持興建市民運動公園，首階段工程工程短期內會啟動招標，並考慮研究將輕軌東線西延段延伸至筷子基及市民運動公園地段[562]。
  - 行政長官岑浩輝視察北區時表示落區感受社區經濟，認為大家需要多想辦法，因應社區狀況，齊心協力，改善營商環境[563]。經濟財政司司長戴建業表示相關部門正籌備推動社區引流計劃引流激活社區經濟[564]。
- 6月22日
  - “衛星賭場”過渡期滿退場在即，經濟及科技發展局不斷派員走訪新口岸區了解周邊中小企商戶需要[565]。另一方面，立法會直選議員林宇滔促請政府檢討「打卡經濟」成本效益，並推出真正促消費措施[566]。
  - 治安警察局發布2025年5月交通資料數據，就違反道路交通法或規章作出五萬五千四百三十五宗檢控，的士違例首五個月累計宗數已達九百九十三宗，行人亂過馬路共檢控六百九十七宗[567]。
- 6月23日
  - 廣東省清遠市傍晚發生黎克特制4.3級地震，震源深度10公里，珠三角多市及港澳均有震感，地球物理氣象局亦錄得該次地震，並收到三名市民報告感覺到地震[568]。
  - 2025年澳門立法會選舉入閘組別交候選名單和政綱期限在即，直選有一半、四個組別向選管會提交相關文件，而間選最後一組昨亦已交。有組別直言今屆選舉組別少、氣氛冷，不利欠財力和動員力的選團選情[569]。
  - 米瑞安集團有限公司的「澳純」桶裝水被檢出不合格後，澳門生產力暨科技轉移中心公布暫停「澳純」桶裝水的「M嘜」認證資格[570]。
- 6月24日
  - 立法會選舉管理委員會確認沒收到任何司法上訴，意味「澳門隊長」黃偉民組成的「基层（層）互助」未能入閘，對於賄選案沒掌握更多訊息。根據選舉法新規定候選名單提交期屆滿日翌日（7月27日）至8月29日競選活動期開始前夕為禁止競選宣傳期[571]。
  - 行政長官岑浩輝結束粵港澳大灣區六市訪問[572]。
  - 澳門立法會公共財政事務跟進委員會的文件顯示，「輕軌延伸青茂口岸」項目直至2024年第三季新登錄到「投資計劃」，概算／預算超過30億元[573]。
- 6月25日
  - 澳門城規會通過「90A054位於鄰近九澳高頂馬路及業興大馬路之土地」即澳門城市大學路環新校舍所在地的草案，並未再額外放寬發展限制[574]。
  - 澳門城規會原排上議程的「2012A029罅些喇提督大馬路118號及雅廉訪大馬路147號」即舊郵局宿舍重建草案取消討論，土地工務局表示因收到權限部門提出的新意見，局方需要再行分析，故暫不討論該份草案。另在「91A152位於鄰近連勝街之土地」鏡湖醫院的草案，規定重建時限高不可超過東望洋山高度[575]。
  - 熱帶低氣壓WP032025在澳門500公里範圍附近生成，地球物理氣象局於下午發出一號風球，預計翌日發出更高風球機會較低[576]。
- 6月26日
  - 中國旅遊研究院公佈“2024中國旅遊者出境滿意度十佳目的地”，澳門首奪第一位[577]。
  - 澳門司警破獲依托咪酯「太空油」納入禁毒法管制後首宗毒品䅁，拘捕一名越南男外僱，撿得六百多克共值三萬七千元的「太空油」[578]。
  - 熱帶低氣壓WP032025登陸廣東省西部並移入內陸，地球物理氣象局於下午4時取消所有風球[579]。
  - 澳門特別行政區政府舉行抗日戰爭勝利80周年一系列紀念活動，包括組織青年學生及社團代表觀看抗戰勝利八十周年大會直播，以及合辦專題展覽，舉辦徵文、繪畫比賽及歷史學者講座，支持社團舉辦相關活動等[580]。
  - 2025年澳門立法會選舉提交候選名單及政綱的期間完結，選管會嚴格依法查核工作，最遲於7月15日公佈查核候選名單的決定[581]。
  - 漁翁街發生嚴重車禍，一輛電單車懷疑欲超越前方巴士，期間越過對面行車線，與駛至的新福利巴士迎頭相撞，電單車男司機重傷送院，另外一名五旬女乘客受輕傷送院治理[582]。
- 6月27日
  - 澳門審計署公布《對特別的士服務的監察工作》衡工量值式審計報告，重點披露當局在監察特別的士服務方面的各種問題。審計發現指，有關問題均源於批給合同的規定未被嚴謹執行，不僅影響公共利益的實現，亦有違市民藉特別的士服務滿足出行需求的殷切期望[583]。
  - 審計報告揭發澳門電召在交通事務局縱容下長期未按批給合同去提供最低營運車輛數量，更出現連續兩年一個月每天都不達標[584]。交通事務局表示高度重視，將遵從審計報告的意見及建議，積極完善監察機制，持續優化及加強對特別的士服務的監管工作[585]。
  - 作為《防災減災十年規劃》重點工程之一的內港南雨水泵站及下水道工程全面竣工，周邊道路已同步恢復全線行車，原有交通安排亦陸續恢復[586]。
  - 港澳警方成功瓦解一個以馬來西亞人為首的假冒某支付平台電騙集團，拘捕七名成員。集團在港澳設置GoIP設備撥打假冒支付寶客服詐騙港澳居民，兩地最少168人受騙，涉款2,200萬元[587]。
- 6月28日
  - 2025年澳門立法會選舉選管會公佈八組直選及六組間選組別的候選名單總表，但名單仍須通過後續的資格審查[588]。
  - 《濠江歡歌向未來——慶祝澳門回歸祖國二十五周年文藝晚會》獲得第三十屆上海電視節“白玉蘭獎”組委會特別獎[589]。
  - 運輸工務司啟動內部調查程序責成交通事務局全面檢討對特別的士服務監管工作的整個流程及規章制度[590]。
- 6月29日
  - 澳門基本法紀念館重開，行政法務司司長張永春出席重開儀式[591]。
  - 澳門衛生局於2025年5月共記錄了689例強制申報疾病個案[592]。
  - 為紀念中國人民抗日戰爭勝利80周年，抗戰題材小說《孤島》獲國家廣播電視總局批准改編成電視劇《孤島迷霧》，相關合作方在澳門簽署合作協議[593]。
- 6月30日
  - 一名25歲莊荷涉嫌聯同一名38歲無業中國大陸籍男子詐騙賭場，趁賭枱無客之際，先開彩再投注，在兩個星期內至少騙得賭場176萬元。莊荷之後辭職，但逃不過法網，賭場方面翻查資料發現其犯罪證據，報警將二人拘捕控以相當巨額詐騙罪，送交檢察院處理[594]。
  - “澳政易”自助服務機進駐四個廣東省城市，以便在當地生活、工作、創業及發展的澳門居民，無需回澳便可辦理澳門政務服務[595]。
  - 澳門衛生局大腸癌篩查計劃將下調年齡至五十歲，上限爲六十九歲。衛生局表示，計劃推行十年來，近三千名居民接受大腸鏡檢查，三百多人發現高危瘜肉，並有一百六十人確診為大腸癌，加上近年大腸癌患者的五年生存率上升，認為篩查計劃有成效[596]。

### 7月
- 7月1日
  - 2025年澳門立法會選舉為歷來最少組別參選，選管會為方便選民清晰選劃心儀組別，決定增加選票上各組間距，優化設計，以減少廢票[597]。
  - 市政署持續加強抽檢本地產桶裝飲用水，五間抽驗中其中一間“NK飲用水工廠”的樣本檢出大腸菌群及銅綠假單胞菌含量不合格[598]。
  - 博彩監察協調局公布6月幸運博彩毛收入為210.64億元，按年大升19%，按月趺0.6%[599]。
- 7月2日
  - 原逸園狗場土地改發市民運動公園第一區工程啟動公開招標，工程內容包括興建三個場館及一組行人天橋等，施工期上限為四年多[600]。
  - 輕軌東線兩個位於澳門半島北區的車站三個出入口工程正式展開，期間進行進行管線遷移、地下管線鋪設、重整行車道等[601]。
  - 石排灣SQ2地段專家住宅樓興建計劃取消，專家住房改由黑沙環暫住房“悅居”提供[602]。
- 7月4日
  - 澳門立法會宣布推動修改《立法會立法屆及議員章程》及《立法會議事規則》，包括完善議員的義務、中止職務和喪失資格等規範，並於新屆議會起實施[603]。
  - 政府為修改《廣告活動法》展開為期三十天的公開諮詢，是次公開諮詢的主要內容包括明晰定義及優化原則規定、優化特定商品或服務的廣告準則、規範新型廣告模式、優化行政審批制度、完善行政監察制度及優化行政處罰制度[604]。
  - 受熱帶氣旋丹娜絲影響，地球物理氣象局發出一號風球，又預計澳門天氣非常酷熱及空氣質量指數會達至不良水平[605]。
- 7月5日
  - 受熱帶氣旋丹娜絲影響，一號風球維持生效，受其外圍下沉氣流影響，氣象局於中午前發出首個橙色高溫提示，多區最高氣溫迫近36度[606]。
  - 一名72歲女性確診登革熱，為該年首個本地登革熱病例報告，患者沒有外遊紀錄，澳門衛生局已派員到其居住的海邊新街一帶進行滅蚊工作[607]。
- 7月6日
  - 經濟及科技發展局與澳門旅遊局正透過引入國際知名「IP」引客打卡以馳援社區經濟，並計劃以此救受衛星場退場影響的新口岸。前政府政策研究室主任、經濟學會會長劉本立不諱言，部分「IP」裝置地點人流不多、或旅客打完卡就離開未有消費，效果實「差強人意」一些[608]。
  - 新城A區至新城B區跨海連接通道終止「新城區海底隧道工程」而向已獲判給的公司作出賠償，但賠償金額未見披露[609]。
  - 受熱帶氣旋丹娜絲下沉氣流影響，天氣持續非常酷熱，橙色高溫提示繼續生效，多區錄得超過35度高溫[610]。
- 7月7日
  - 面對樓市下行、經濟房屋滯銷等問題，運輸工務司司長譚偉文回應政府房屋政策時承認，眼下情況雖非時日無多，但確時間緊迫，強調政府會盡快完成房屋政策研究出初步結果，再適時推出跨司的紓緩政策措施方案[611]。
  - 議員林宇滔質疑政府沒有依法按照《城規法》為公共工程申請規劃條件圖，以致沒有經過公示和收集意見的法定程序。運輸工務司司長譚偉文提出，雖然公共工程不需規劃條件圖，但土地工務局仍會發出具約束力意見，公共工程的質量和設計不會因此而有影響[612]。
  - 澳門輕軌澳門半島段規劃方面，譚司表示輕軌若要深入澳門各區，一些走線地下化是「唯一出路」。他也提出，從港珠澳人工島經過新城A區、新口岸等市中心到達媽閣的輕軌「南線」，建設的時間可能較「西線」更快，因為施工條件較好。當選線完成後，定會諮詢公眾意見[613]。
  - 行政長官批示2025年澳門立法會選舉總核算委員會主席由主任檢察官張國治擔任，委員會成員包括檢察官白華藝，以及行政公職局副局長馮若儀。批示自公佈日起生效[614]。
  - 當天是二十四節氣中的“小暑”，氣象局一度發出橙色高溫提示，各區氣溫超過36度或以上[615]。
- 7月8日
  - 澳門立法會繼續舉行全體會議，多名議員提出關於就業的口頭質詢。經濟財政司司長戴建業表示，為外地僱員與本地僱員引入固定比例將會限制市場自己的配對能力，市場的活力也相對減低。議員林宇滔反駁時表明，官員不要再說市場配對，第一個影響市場就是政府，因為政府准入外僱[616]。有議員關注會否再推出下一輪消費大獎賞，經財司表示會先觀察暑假旺季情況、審慎研判，並指若只單靠政府資源去支持消費，實非長久可持續辦法[617]。對於有意見乃前官員學者對政府推動的「IP」社區經濟成效有異議，經財司不表認同，認為是相關人士不太清楚政府在做甚麼，又指本地消費現時是「分級」而非降級[618]。六個歷史片區由第六屆政府起改由經財司牽頭負責，經財司表示汲取過去兩年經驗，構思是交由熟識當區人文歷史的非牟利社團團隊去執行項目，在配合原有歷史文化基礎上添新元素去做，而非加入完全無關係的東西，因為後者並非「活化」[619]。
  - 2025年訪澳旅客於當天突破二千萬人次，較2024年提前26天[620]。
  - 2025年澳門立法會選舉禁止宣傳期已由6月27日開始，選管會通報有13宗競選宣傳有關案件，包括違規宣傳、抹黑，選管會正審視及跟進有關案件當中[621]。
- 7月9日
  - 澳門立法會以緊急程序細則性通過《立法會立法屆及議員章程》的修法草案，以完善議員就職宣誓、中止職務、喪失資格、缺席會議等相關條文，法案於新一屆立法會議員就職之日起生效[622]。修改《立法會議事規則》法案同日通過，當中新增議員不得透露閉門小組會會議內容掀起爭論，贊成的議員指這平衡了議會工作需求、社會知情權和透明度，議員林宇滔及高天賜作出反對則認為是倒退，令議會工作更不透明[623]。
  - 修改《澳門公共行政工作人員通則》及相關法規的法案獲細則性通過，於11月1日起生效。當中包括在小組會時才加入放寬公務員的醫生紙（醫生檢查證明），容許可由與澳門衛生局合作的非牟利醫療機構醫生發出，非現行限醫院和衛生中心的[624]。
  - 修改2025年度財政預算案的法案獲細則性通過，會上唯一發言的議員林宇滔不滿政府修改現金分享計劃未有公開諮詢等相關操作投下唯一的反對票[625]。
- 7月10日
  - 自7月5日起交通事務局於逢周未及節假日安排交通輔導員在繁忙的斑馬線協助維持行人行車通行秩序，分擔取代此前要由交通警員負擔的工作[626]。
  - 受熱帶氣旋「丹娜絲」殘餘環流影響，華南沿岸等地區普遍出現大雨及狂風雷暴不穩天氣，地球物理氣象局在日間兩度發出黃色暴雨警告信號，預料不穩定天氣持續至周未[627]。
  - 澳門旅遊局表示進入暑假入境遊旅遊旺季，7月平日酒店入住率約九成，周末大部分酒店爆滿，預料八月可能會更理想[628]。
- 7月11日
  - 工銀澳門原董事長姜壹盛涉嫌嚴重違紀違法，正接受中共中央紀委調查[629]。
  - 第47屆世界遺產委員會會議於法國巴黎召開，澳門歷史城區保護狀況更新報告獲委員會決議通過[630]。
- 7月13日
  - 澳門電召的士服務股份有限公司因應《對特別的士服務的監察工作》衡工量值式審計報告出台，恢復對預約的三十分鐘前留車候客等規定，令外判司機大呻經營難上加難。澳門立法會議員林宇滔反映，有不少司機已決定離職，可預見未來特的供應只會更少，更難滿足需求[631]。
  - 世界遺產委員會對於影響東望洋燈塔景觀的新城A區至新城B區跨海連接通道受關注，委員會的草擬文件列出，澳門應在作出不可逆轉的決定前，於2026年12月1日之前進行全面的「遺產影響評估」，並把《遺產影響評估》及「天橋」的建設計劃送交世界遺產中心審查。但澳門曾有不送交《遺產影響評估》的記錄，只交「摘要」[632]。
- 7月14日
  - 對包含藥水膠布在內的醫療器械的研發製造、進出口、批發零售等環節實施全面監管的《醫療器械監督管理制度》法案，全部條文均獲立法會全票細則性通過。新法於2026年7月1日起分階段生效[633]。
  - 《公共採購法》獲細則性通過，將於2026年9月1日起生效；法律生效後，政府將會公開採購資訊，同時對某些資訊的公開作出限制，例如：等於或低於一定金額的採購將不公開；官員解釋，連細額採購資料都公開的話，為部門的人員有一定壓力，但議員不接受這說法[634]。
  - 加快發展現代金融業而完善配套立法之一的《投資基金法》法案，獲立法會議員全票細則性通過，將於翌年元旦日起生效[635]。
- 7月15日
  - 2025年澳門立法會選舉選管會宣布，按澳門國安委的權威判斷，對「傳新力量」全員及首度參選的「澳門創建民生力量」的六人，為不擁護《澳門基本法》和不效忠中華人民共和國澳門特別行政區，失去參選資格。相關取消候選資格決定不得異議上訴。特區政府和澳門中聯辦均表態堅決支持決定[636]。
  - 澳門歷史城區申遺成功二十周年，慶典活動於當天啟動，同場並發佈申遺成功二十周年郵品，以及舉行「世遺走走看」研學遊開學禮[637]。
- 7月16日
  - 菲律賓以東海域有熱帶氣旋生成，地球物理氣象局預計19日進入南中國海北部後，會採取「西登」路徑靠近廣東西岸，並有機會於20日至21日於珠江口以南近距離掠過[638]。
  - 中華人民共和國財政部成功在澳門特別行政區發行人民幣國債[639]。
  - 澳門司警偵破一宗相當巨額詐騙案，拘捕一名50歲菲律賓籍女性澳門居民，涉嫌設搵工騙局，騙取二十六名同鄉合共五十萬澳門元[640]。
- 7月17日
  - 位於菲律賓以東海面的一股熱帶氣旋預計19日初時進入澳門800公里範圍，預計大致趨向廣東西部沿海，但其移動路徑及強度仍存在不確定性[641]。
  - 土地工務局公布2025年上半年開立涉及非法工程的卷宗441個，自願清拆個案100宗，涉及非法工程罰款的個案有38個，罰款額約110萬澳門元，另有5個個案限期內未繳付罰金，將進行強制徵收[642]。
- 7月18日
  - 熱帶氣旋韋帕迫近珠江口，氣象局表示19日初時發出一號風球，稍後時間高機率掛三號風球，並預料「韋帕」20日在澳以南八十公里範圍內掠過，影響明顯，將適時評估發更高風球及風暴潮的可能性[643]。跨部門紛發文表示，做好及要求轄下相關機構單位做好防風防浸等應對準備工作，也有官辦室外活動提前結束或改期[644]。
  - 澳門衛生局通報該年首宗輸入性基孔肯雅熱病例報告，61歲男患者於7月8日至17日曾到佛山市順德區並列為輕症個案[645]。
  - 被判不符候選資格的黃德來早前向選管會遞交上訴信。選管會重申《立法會選舉法》規定，針對選管會基於維護國家安全委員會具約束力的意見書而作出候選人不符合候選人資格的決定，不得提起聲明異議或司法上訴[646]。
- 7月19日
  - 熱帶氣旋韋帕迫近珠江口，特首岑浩輝下午視察內港沿岸，了解內港兩個雨水泵站的運作情況，以及低窪地區和水浸易發地點的應對風暴準備。他指示各相關部門須共同做好防風防水浸的工作，全力保障居民的人身和財產安全[647]。
  - 地球物理氣象局於下午5時半改發三號風球，並預告翌日（20日）凌晨4時改發八號東北風球，日間改發九號風球可能性為高，改發十號風球機會為中等[648]。
  - 2025年澳門立法會選舉選管會聯同澳門廉政公署與被確定接納的候選名單受託人和代表舉行工作會議，及後舉行抽籤儀式，以確定各候選名單在選票上的排序[649]。
  - 澳門協和醫院透析中心洗腎服務近日正式投入運營，首階段為澳門衛生局轉介的本地居民提供維持性血液透析治療[650]。
- 7月20日
  - 颱風韋帕正面吹襲澳門，氣象局一度發出十號風球維持4.5小時，公共和跨境交通一度全面停頓，珠澳和琴澳口岸亦一度封關。西灣大橋下層車道一度在九號和十號風球生效期間封閉，大批駕駛者滯留；網上有人拍攝到兩名中國大陸旅客客冒風雨拖喼徒步走上已封閉禁止通行的嘉樂庇總督大橋最終被警方截獲並檢控。風暴期間共錄得163宗事故報告，5人因颱風受傷[651]。
  - 十號風球一度發出維持4.5小時，是澳門回歸以來第五個需要發出十號風球的熱帶氣旋，亦是自1968年有記錄以來，發出日期最早的十號風球[652]。
  - 澳門大橋未有在八號風球生效期間維持開放，民防中心向傳媒表示，工務部門會根據實際數據，研究是否於風球下具條件對外開放「澳門大橋」[653]。
  - 十號風球發出期間政府未有要求暫時關閉娛樂場，博彩監察協調局表示，維持娛樂場適當運營是為保障已於娛樂場內的員工及客人的安全，以及預防員工及客人因關閉娛樂場而聚集於周邊戶外地方或試圖出行而有可能遇到的風險[654]。
- 7月22日
  - 颱風韋帕遠離，地球物理氣象局於上午6時取消所有熱帶氣旋警告信號，部分公園及戶外體育設施因受不同程度的破壞一度暫停開放，受其外圍環流影響，氣象局一度發出黃雨警告[655][656]。
  - 颱風韋帕發出八號風球期間，澳門大橋未有在八號風球生效下開放，政府表示因大橋啟用後未有經歷八號或以上風球，故未有條件收集相關數據。是次颱風封橋期間，工務部門安排安裝共十六組測風儀器收集數據[657]。
  - “科技委員會2025年第一次全體會議”召開，會議由科技委員會主席、行政長官岑浩輝主持，會上討論及通過了科技委員會專責小組調整方案，多名委員對特區政府就推動本澳科技創新產業發展提出了多項意見及建議[658]。
- 7月22日
  - 佛山市順德區發生基孔肯雅熱聚集性疫情，澳門亦有零星輸入病例，澳門衛生局表示鑑於颱風過後積水增加，加上鄰近地區有病例、居民外遊及訪澳旅客增加，令澳門受基孔肯雅熱和登革熱風險增加，衛生局會開展恆常滅蚊工作及呼籲居民共同清理家居積水、杜絕蚊患外，亦會加強醫療機構對確診病例儘早安排檢測及早調查、主動搜索懷疑病例，採取針對性措施阻斷進一步傳播，及透過公共衛生化驗所，為醫療機構送交的病人血液化驗登革熱、基孔肯雅熱和寨卡病毒[659]。
  - 因不擁護不效忠而被取消候選資格的「澳門創建民生力量」原第一候選人黃德來聲稱，有包括立法會選舉管理委員會等機關單位人士此前勸他們主動「退選」。選管會主席盛銳敏回應強調，相關言論不符事實，予以讉責並保留追究權利[660]。
  - 原交通事務局局長林衍新離任，任職於該局長達11年，曾推出措施引發兩次遊行，近年澳門的士問題引來行政法院和審計署的介入[661]。
- 7月23日：治安警察局公布六個月檢控違反道路交通法或規章的個案有三十六萬五千一百九十九宗，較去年同期減少二千多宗、百分之○點六，而罰款總金額為九千六百○五萬九千三百七十元，同比減少二百四十六萬多元、百分之二點五。交通意外涉及行人的有三百一十二宗創十年新高，亂過馬路檢控四千六百八十宗[662]。
- 7月24日
  - 澳門立法會直選議員羅彩燕提出書面質詢指黑工的情況延伸至其他行業，特別是一些年青人從事的兼職槓桿行業。勞工事務局表示，該局堅定地在職權範圍內採取措施打擊非法工作，包括主動監測網絡平台資訊，並持續與相關部門保持緊密溝通及協作，互相配合開展巡查行動，以加大打擊非法工作的力度和成效[663]。
  - 統計暨普查局資料顯示，2025年上半年入境旅客共19218540人次，按年上升14.9%。不過夜旅客（11182913人次）與留宿旅客（8035627人次）較去年同期分別上升25.8%及2.6%。受不過夜旅客佔比上升影響，旅客累計平均逗留時間按年減少0.1日至1.1日；不過夜旅客（0.2日）及留宿旅客（2.3日）的平均逗留時間則維持不變[664]。
- 7月25日
  - 一名男童度被獨留家中，上周再被獨留家中時終於出事，從廚房窗戶墮樓重傷，被送院留醫。澳門司警調查後拘捕40歲男童母親及一名37歲印尼籍家傭，控以棄置及遺棄罪[665]。
  - 澳門立法會議員梁孫旭提出書面質詢指就業市場外僱審批監管與薪酬壓價問題。勞工事務局回應時提及，在任何情況下，對於本地居民有意向及具條件擔任的職位，企業必須優先聘用本地僱員，絕不容許因輸入外地僱員而損害本地居民的就業機會及勞動權益[666]。
- 7月26日
  - 一名25歲中國大陸男子於爐石塘一金行搶劫並搶走價值4萬澳門元的金鍊，澳門司警鎖定疑犯後通報廣東省公安廳，於案發後三小時於拱北街道拘捕疑犯和涉案證物，由於疑犯未使用暴力或脅迫手段，司警將以加重盜竊罪對案件跟進調查[667]。
  - 澳門戶外表演區原定9月上旬的一個大型音樂節活動於7月25日接通知臨時取消，而9月中下旬及10月下旬已有演藝業界租用表演區，預計將舉行人數約為三萬人的大型演出[668]。
  - 澳門高溫天氣持續，有旅客反映亞馬喇前地巴士站防高溫設施不足，建議有關方面在候車區增設如噴霧系統或冷風扇等設施，為乘客及時降溫[669]。
- 7月27日
  - 兩名香港男女疑受僱跨境販毒集團、經港珠澳大橋澳門邊檢大樓偷運共重一公斤冰毒來澳，並到澳門國際機場準備再轉運到外地。司警接報後於機場拘捕兩人並搜出該批價值三百萬澳門元的冰毒、司警追查毒品來源及最終目的地[670]。
  - 澳門高溫天氣持續，氣象局一度於市區錄得36度高溫，但預計周中至周未開始轉為多雲有雨天氣，氣溫將稍為回落[671]。
- 7月28日
  - 隸屬澳娛綜合衛星賭場之一的君怡娛樂場決定提前退場，將經營至7月30日晚上11時59分起終止營運[672]。
  - 信德集團宣佈該集團於橫琴之全資附屬公司與澳博旗下的附屬公司簽訂買賣協議，出售位於橫琴之信德口岸商務中心部分物業並改造成酒店用途[673]。
  - 珠澳舉行聯防聯控工作視像會議應對基孔肯雅熱疫情，澳門衛生局通報新增一例從順德區返澳的輸入性基孔肯雅熱病例報告[674]。另接獲廣東省衛生部門通報3例基孔肯雅熱確診病例涉及在澳活動軌跡，經調查該3例病例同在新城A區地盤工作，並頻繁於粵澳兩地工作和生活，不排除地盤內出現傳播，當局加強巡查和搜索病例[675]。
- 7月29日
  - 政府跨部門舉行協調會議，共同商討各建築工地滅蚊的跟進方案，以應對目前基孔肯雅熱疫情風險[676]。鑑於鄰近地區蚊媒傳播疾病明顯增多和出入境往來頻繁，社會文化司聯同市政署、公共建設局代表等實地檢查了涉及地盤、公園及衛生黑點等的滅蚊工作[677]。
  - 2025年澳門立法會選舉因DQ事件令不少居民對投票意興闌珊，不過選管會表示沒看到有投票意欲低的狀況，又對選戰保持廉潔守法感樂觀[678]。
  - 澳門戶外表演區的9月上旬租場主辦方向營運單位申請取消，澳門文化局將按程序處理，接下來7月和8月在沒租場時對場地作出優化，未來營運會透過外判並正進行前期分析[679]。
- 7月30日
  - 一名休班澳門司警人員涉嫌醉駕，並於途中停在馬路中昏睡，治安警察局人員接報到場將司機叫醒，經酒精呼氣測試證實醉駕被檢控。司法警察局對屬下人員涉嫌酒後駕表示高度關注，將全力配合相關部門的調查工作，並已即時啟動內部紀律調查程序，將對涉事人員作出嚴肅處理[680]。
  - 查詢在澳逗留紀錄的「個人出入境紀錄證明」未能網上辦理。社會保障基金引述治安警察局表示，正與相關部門積極研究於「一戶通」新增該證明的線上查詢及申請功能，無需再親臨辦理[681]。
  - 再有學生進行“走水”活動，教育及青年發展局高度關注事件，並強烈譴責涉事人的行為。教青局在獲悉事件後，已即時聯繫校方，並協調輔導機構對涉事學生提供所需的介入及支援[682]。
  - 政府跨部門對各建築工地進行聯合巡查，強化建築工地的滅蚊措施，清除積水和蚊蟲孳生源，以降低基孔肯雅熱及登革熱等蚊媒傳播疾病的風險，共同保障公共衛生及工地環境安全[683]。
  - 「澳琴國際教育（大學）城」發展受關注，教育及青年發展局表示，特區政府已與橫琴合作區執委會溝通，在項目首期澳門大學橫琴粵澳深度合作區校區附近預留充足土地，用於其他公立高等院校新校區的建設[684]。
  - 天主教澳門教區網站發出關於胡子義神父「列品程序」的公告，意味天主教會正式開始胡子義神父的「宣聖」程序，其曾在九澳聖母村服務47年照顧麻瘋病人[685]。
- 7月31日
  - 澳門立法會民主派前議員區錦新被指控「長期勾結境外反華組織及敵對勢力」而遭到司法警察局拘捕，為澳門自2009年實施《國安法》以來的首宗案例[686][687]。
  - 中華人民共和國國務院任命劉煜、王前進為澳門特別行政區維護國家安全委員會國家安全技術顧問。同時免去殷樹華的國家安全技術顧問職務[688]。
  - 人才發展委員會舉行第一次平常全體會議，委員會主席、特首岑浩輝表示，政府計劃在年內穩步推出第三期人才引進計劃[689]。
  - 統計暨普查局資料顯示，2025年第2季本地生產總值的初步數值為1003.8億澳門元，按年實質增長5.1%，整體經濟規模回復至2019年同期的88.8%[690]。
  - 澳門君怡酒店娛樂場關場工作順利完成，整個過程由博彩監察協調局協調，並與跨部門緊密合作，確保相關程序依法有序推進[691]。

### 8月
- 8月1日
  - 當天是中國人民解放軍建軍紀念日，中國人民解放軍駐澳門部隊舉行慶祝招待會，特首岑浩輝出席並致辭時表示，世界進入新的動蕩變革期，澳門內外環境亦正在發生深刻複雜變化，而「一國兩制」實踐也進入了新階段，政府會率眾用心守護當前來之不易的安定祥和局面[692]。
  - 博彩監察協調局公布7月份幸運博彩毛收入為221億多元，創疫後五年多來的單月賭收新高[693]。
  - 中華人民共和國第十五屆運動會進入100天倒計時，政府舉行大型活動慶祝，包括在下午在大三巴牌坊舉行“迎百日 健步行”活動以及晚會活動[694]。位於塔石體育館展覽廳的十五運會和殘特奧會澳門賽區官方特許商品零售店同日起正式投運[695]。
  - 澳門衛生局通報首例本地確診基孔肯雅熱病例，患者與中國大陸通報在新城A區工作人員關聯，屬於同一感染源頭，當局派員在A區和患者住所附近進行滅蚊，又對相關地盤停工整頓[696][697]。
- 8月2日
  - 澳門衛生局通報第二例本地確診基孔肯雅熱病例，患者與中國大陸通報在新城A區工作人員關聯，患者為34歲女性居於中區一帶，曾赴日本旅遊但沒有被蚊叮咬，於新城A區地盤上班[698]。
  - 歐洲聯盟就澳門特別行政區政府依據《維護國家安全法》開展刑事程序和執法行動所發表的言論，特區政府表示強烈不滿和堅決反對。在該案件偵辦過程中，澳門特區警方和司法當局始終依法嚴格處理，涉案嫌犯的訴訟權利依法受到有效保障[699]。
- 8月3日
  - 中國大陸廣東省部分地方爆發基孔肯雅熱疫情，澳門同時面對登革熱和其夾擊來襲，但澳門衛生局局長羅奕龍強調，澳門以防蚊減蚊為主，不會有自我健康監測方面的要求，也無大規模檢測計劃[700]。
  - 澳門戶外表演區試營運未如預期，原定第二場非政府舉辦活動遭「撻訂」取消，議員林宇滔以鄰埠香港同期啟用的啟德體育園比較，關心表演區到底何時才做到容納五萬人之目標[701]。
  - 社保基金於2024年總收入約132億元，營運損益淨值約64億元，社會保障制度之給付和社會補助支出全年約62億元[702]。
- 8月4日
  - 友誼大馬路於上午6時左右發生一宗致命嚴重車禍，一輛私家車駛至近澳門格蘭披治賽車大樓位置失控撞及多個鐵欄、符號牌及石級。治安警察局指意外不排除涉及超載，造成私家車上司機和乘客共7人受傷，年齡介乎19至21歲，其中20歲女司機和另外2名男乘客經送院搶救後證實不治，另外一名19歲男乘客於晚上宣告不治，其餘三人昏迷危殆，仍在搶救[703][704][705]。
  - 為緊急搶修水土流失及接駁街渠工程，水坑尾街近公教中心一側路段至8月30日收窄至單線行車，並實施有限度通車以及對開行人路禁止通行，但有居民反映繞路費時且指示不足[706]。
  - 政府公報刊登行政長官批示，調整敬老金的金額為每年1萬元，普通殘疾津貼調整每年為1萬元，特別殘疾津貼的金額調整為每年2萬元[707]。
  - 作為澳門第二大通關量口岸青茂口岸自開通日起至2025年8月4日上午8時累計通關客流量突破1億人次[708]。
  - 《澳門特別行政區公報》刊出行政長官批示，豁免對澳門燃料中途倉管理及經營公共服務批給的公開競投，承批公司是「南光石油化工有限公司」。批示自公佈日起生效[709]。
  - 促進橫琴粵澳深度合作區建設領導小組召開第二次會議，特首岑浩輝主持，研究增加特區政府對合作區的人力投入、加強澳門與橫琴聯動，以及推動兩地規則銜接機制對接等事宜[710]。
  - 澳門旅遊局公布“與POP MART漫遊澳門”初步數據顯示，活動首兩個階段（6月6日至7月26日）吸引約34.3萬人次到訪設於四個社區的裝置及活動大本營所在區域，活動的消費抽獎達128萬次[711]。
- 8月5日
  - 澳門清晨起暴雨連場，地球物理氣象局一度發出黑色暴雨警告信號超過1小時，全日多個氣象站錄得累積雨量超過100毫米，暴雨較集中影響路氹區，其中路環以南雨勢最為明顯，錄得最大一小時滾動累積雨量高達77.6毫米[712]。
  - 友誼大馬路致命車禍，治安警察局表示其中一名女傷者接受手術後目前仍然危殆，其餘兩名男傷者仍處危險期和觀察中[713]。
  - 香港行政長官李家超訪澳與澳門行政長官岑浩輝會面，雙方就進一步強化包括旅遊協同發展在內的多領域港澳合作、助力粵港澳大灣區高質量發展，以及橫琴粵澳深度合作區第二階段建設新機遇等議題進行深入交流[714]。
  - 立法會選舉管理委員會宣布，將加強傳統加設多一個模擬票站，並延長在周末開放，讓更多人可體驗和熟習投票流程[715]。
  - 統計暨普查局公布2025年上半年末全澳總人口（68.6萬人）按年減少1100人，當中居澳外地僱員有所減少。性別佔比方面，女性人口（369400人）多於男性（316500人），佔53.9%[716]。
- 8月6日
  - 政府繼續推進改善媽閣區下水道排污能力，公共建設局正開展「媽閣上街下水道及道路重整工程」公開招標，並在事隔兩個月後落實工務範疇招標支持本地人就業之舉措，首度把「人力資源計劃方案及管理人員本地僱員佔比」列為評標標準中，佔總分的半成[717]。
  - 氹仔地堡街發生巴士與私家車相撞交通意外，意外涉嫌私家車在停車場駛出時沒有讓先，駛至的巴士收掣不及，撞及私家車，私家車之後失控撞毀鐵欄剷上行人路再撞地鋪，部分車頭插入地舖內始停下，事件一名巴士乘客受輕傷、一名海味店女店員受驚送院[718]。
  - 一幅位於三層樓上街的土地原由政府批給「鏡湖平民聯合學校」作為操場之用，但該土地已經用作停車場多年，運輸工務司司長批示宣告解除上述土地的無償批給[719]。
  - 一幅位原本規定興建三幢各為兩層高的倉庫及一幢三層高冷凍倉庫的土地，最終建出一幢六層高倉庫及一幢六層高冷凍倉庫且在上世紀80年代獲發佔用准照。承租人南光集團申請修改土地批給，已獲運輸工務司司長批准[720]。
- 8月7日
  - 友誼大馬路於8月4日清晨發生的四死三傷致命車禍，治安警察局公布更多調查細節，指事故中七人事前均有進入酒吧，至於司機有否醉駕，有待驗屍後才能確定。案件亦已呈交檢察院偵辦[721]。
  - 政府社文範疇施政方針提出醫療資源下沉社區，為此衛生局在原計劃上加推《2025年社區醫療服務資助計劃－補充》，包括新增「24小時心理健康諮詢服務」等資助項目，也對「心理治療服務」等部分項目加額，吸引更多機構參與提供服務[722]。
- 8月8日
  - 土地工務局引述公共建設局回覆澳門立法會議員書面質詢時表示，會研究和考慮在招標時就加入分判方面的相關要求，以保障本地僱員的就業機會[723]。
  - “尋味新口岸市集”將於8月15至24日一連10天在新口岸廣州街及上海街步行區舉行[724]。
- 8月10日：為推動“健康社區”計劃以及落實《健康澳門藍圖》各項部署，澳門衛生局推出“慢性病篩查計劃”，加強居民主動篩查及管理慢性病，並善用醫療券于預防保健當中[725]。
- 8月11日
  - 修改《道路交通法》法案已兩個月沒有動靜，隨著8月15日最後開會通過的死線到來，意味有關修法案將自動變成廢案[726]。
  - 經濟及科技發展局與多個社會團體舉行「紀念抗戰勝利80周年——澳門經濟適度多元化發展及經濟安全研討會」，圍繞經濟適度多元發展與經濟安全的內在聯繫，深入探討產業多元對保障經濟安全的重要作用[727]。
- 8月12日
  - 立法會選舉管理委員會舉行會議，選管會表示自開通選民所屬票站查詢服務後，首周已錄得超過十一萬人次查詢，顯示選民是越來越關注當屆立法會選舉[728]。
  - 籌建科技研發產業園工作組首次會議召開，特首岑浩輝主持，就推動澳門科技研發產業園的規劃工作、建設安排等事宜進行討論及協調[729]。
- 8月13日
  - 合資460萬元舉辦的「尋味新口岸市集」將於8月15日揭萬，澳門旅遊局率先安排中港澳網紅到場體驗部分營運檔位出片，預熱宣傳活動[730]。另透露正計劃與本地電子支付平台合作，向旅客提供該區消費獎賞，預計將在第四季度推出[731]。
  - 受颱風楊柳影響，地球物理氣象局於中午12時發出一號風球，又預測澳門在14日至15日初時天氣不穩，有狂風大驟雨和雷暴[732]。
  - 運輸工務司公佈南灣湖A3、A4及A9地段三幅用地作為臨時公共開放空間，其中A4地段將通過回填填平基坑作臨時利用，並根治長期積水隱患。另外，經研究分析地段位置及周邊狀況，初步以構建“城市陽台”為規劃目標開放予市民使用，已啟動前期工作[733]。
  - 澳門衛生局公布2025年上半年該局執法人員合共巡查場所123085次，平均每日巡查680次，上半年共發現2748宗違法個案[734]。
- 8月14日
  - 受颱風楊柳影響，澳門暴雨連場，其中氹仔和路環暴雨成災，多處道路出現嚴重水浸，其中氹仔菜園路站錄得近一米高水深，不少車輛及店鋪被淹浸，交通幾近癱瘓。氣象局發出該年第二次黑色暴雨警告訊號，維持近四小時[735]。
  - 原蓮峰體育中心地段興建市民運動公園建造工程－第一區公開開標，公共建設局共收到十七份標書，提出的造價由十二億七千多萬元至十三億六千多萬元不等。當局預計工程可於2026年第一季動工[736]。
- 8月15日
  - 市政署宣布由即日起以試點形式接受符合條件的飲食或飲料場所、餐廳、酒吧提出露天茶座准照申請，另將持續監察成效，創設有利條件盤活社區經濟[737]。
  - 「尋味新口岸市集」開幕，澳門旅遊局預計市集每日可吸引約4,000人次到訪[738]。
  - 由於政府仍未回覆澳門立法會第一常設委員會關於《道路交通法》法案的問題，也未向委員會送交法案的《最後正式修改文本》，委員會已沒條件繼續審議法案[739]。在決議前，政府向立法會主席表示，由於涉及法案的跟進和研究工作較為複雜，難以於短期內完成並提交法案的最後正式修改文本[740]。
  - 第七屆立法會會期即將結束，特首岑浩輝與澳門特區第七屆立法會全體議員聚會。他致辭時表示，第七屆立法會切實維護憲法和基本法共同構成的特區憲制秩序，確保基本法確立的行政主導體制有效、順暢運作，始終支持、配合、監督政府依法施政，切實履行基本法所賦予的各項職權，攻堅克難，各項工作取得卓越成效[741]。
- 8月16日
  - 南海伏季休漁期結束，為便利澳門及珠海兩地的漁船出港，經與珠海海事局協調，澳門海事及水務局同日對澳門水道實施臨時管控，僅供漁船進出，措施歷時四個半小時，達到便利漁民和降低意外風險效果[742]。
  - 行政長官岑浩輝抵達杭州市，展開為期五天的江浙滬三省市考察調研[743]。
- 8月17日
  - 原路環飛鷹訓練基地土地將用作興建臨時停車場，預計可提供不少於70個私家車位及電單車車位[744]。
  - 位於南中國海的熱帶低壓系統對澳門的威脅逐漸降低，地球物理氣象局取消所有熱帶氣旋警告信號，但預料18及19日天氣不穩[745]。
  - 橫琴口岸新聯檢大樓啟用五周年在即，治安警察局公布五年間累計驗放出入境客流逾七千五百多萬人次[746]。
- 8月18日
  - 筷子基社屋快達樓發生一宗懷疑兇殺及自殺雙屍倫常慘䅁。一名獨居男長者日前疑與胞弟因金錢糾纷用鐵通將之擊斃，至當天男長者兒子於衛生中心接送保健後的父親回家揭發，警方及消防破門入屋期間男長者疑畏罪跳樓自殺身忙，澳門司警初步調查被擊斃的胞弟死去超過四十八小時，死因有待剖驗確定[747]。
  - 澳門電召的士服務股份有限公司旗下首批一百部特的到期在即，交通事務局回應表示2024年新批的五百部普通的士（俗稱黑的）基本足以補充回相關的士數量，意味當局拒絕澳門電召的士服務股份有限公司的續期申請[748]。
  - 治安警察局於2014年調整「告票」式樣後存在法律用語不當及通知不足的問題，事隔十年終被澳門廉政公署發現。治安警察局已對「告票」進行「細緻修正」，並於2025年4月1日使用修正後的「告票」[749]。
- 8月19日
  - 立法會選舉管理委員會表示，公務員、公共資本企業和承批公司人員公餘時不用守中立原則可拉票，況且他們應以身作則帶頭履行公民義務，積極參與2025年澳門立法會選舉，更應鼓勵家人朋友一起參與，不要錯過[750]。
  - 特區政府展開跨部門聯合行動，收回路環九澳水庫北側一幅被解除批給的約7500平方米的國有土地，以及周邊約3600平方米被佔用的數塊土地[751]。

## 逝世
- 1月22日：韋奇立（85歲），末任葡屬澳門總督[752]
- 6月4日：黃楓樺（94歲），銀蓮花榮譽勳章勳賢、澳門資深教育工作者、第九屆全國政協澳區委員、第九及第十屆澳區全國人大代表，原澳門中華學生聯合總會副主席、濠江中學副校長[753][754]
- 8月4日：吳禮廷（20歲），澳門足球代表隊代表、澳門甲組足球聯賽青鋒足球隊成員[755]

## 其他資訊

### 活動
- 2024幻彩耀濠江：2024年12月7日至2025年2月28日[756]
- 澳門農曆春節年宵市場：2025年1月22日至28日
- 澳門旅遊局新春慶祝活動 - 澳門農曆新年花車巡遊匯演（2025年1月31日及2月8日）、澳門農曆新年煙花表演（2025年1月31日、2月4日及12日）
- 澳門國際幻彩大巡遊：2025年3月23日[757]
- 澳門國際環保合作發展論壇及展覽：2025年3月27日至29日[758]
- 澳門國際喜劇節：2025年4月10日至13日
- 澳門藝術節：2025年4月25日至5月31日
- 澳門國際旅遊（產業）博覽會：2025年4月25日至27日[759]
- 亞洲國際娛樂展暨亞洲綜合度假休閒產業博覽會：2025年5月7日至9日
- BEYOND 國際科技創新博覽會：2025年5月21日至5月24日
- 澳門國際兒童藝術節：2025年7月4日至8月31日
- 澳門荷花節：2025年7月6日至20日[760]
- 澳門國際美食之都嘉年華：2025年7月11日至20日
- 粵澳名優商品展：2025年7月24日至27日
- 澳門城市藝穗節：2025年9月5日至28日
- 澳門工展會：2025年10月2日至10月5日
- 澳門國際貿易投資展覽會：2025年10月22日至25日

### 體育賽事
- 澳門國際帆船賽：2025年1月8日至12日[761]
- 澳門國際十公里長跑賽：2025年3月16日
- 2025年乒乓球世界杯：2025年4月14日至4月20日
- 澳門國際龍舟賽：2025年5月24日、25日及31日
- 中華人民共和國第十五屆運動會：2025年11月9日至21日

### 頒獎典禮
- 2024騰訊視頻星光大賞：2025年1月4日
- 萬千星輝頒獎典禮2024：2025年1月19日
- 澳廣視至愛新聽力頒獎音樂會：2025年8月1日
- 騰訊音樂娛樂盛典：2025年8月24日
- The Fact Music Awards：2025年9月20日

### 公眾假期
- 二零二五年度公眾假期、公共行政工作人員獲豁免上班及補假日的日期表 （页面存档备份，存于）
- 1月1日（星期三）：元旦（強制性假日）
- 1月28日下午（星期二）：農曆除夕
- 1月29日（星期三）：農曆正月初一（強制性假日）
- 1月30日（星期四）：農曆正月初二（強制性假日）
- 1月31日（星期五）：農曆正月初三（強制性假日）
- 4月4日（星期五）：清明節（強制性假日）
- 4月18日（星期五）：耶穌受難日
- 4月19日（星期六）：復活節前日
- 4月21日（星期一）：復活節前日的補假（補4月19日）
- 5月1日（星期四）：勞動節（強制性假日）
- 5月5日（星期一）：佛誕節
- 5月31日（星期六）：端午節
- 6月2日（星期一）：端午節的補假
- 10月1日（星期三）：中華人民共和國國慶日（強制性假日）
- 10月2日（星期四）：中華人民共和國國慶日翌日
- 10月7日（星期二）：中秋節翌日（強制性假日）
- 10月29日（星期三）：重陽節（強制性假日）
- 11月2日（星期日）：追思節
- 11月3日（星期一）：追思節的補假
- 12月8日（星期一）：聖母無原罪瞻禮
- 12月20日（星期六）：澳門特別行政區成立紀念日（強制性假日）
- 12月21日（星期日）：冬至
- 12月22日（星期一）：澳門特別行政區成立紀念日的補假
- 12月23日（星期二）：冬至的補假
- 12月24日（星期三）：聖誕節前日
- 12月25日（星期四）：聖誕節
- 12月31日下午（星期二）：除夕